# Tatra T4
T4 ist die Typenbezeichnung für Straßenbahn-Triebwagen des tschechoslowakischen Herstellers ČKD Tatra. Bis auf die Wagenkastenbreite von nur 2,2 m sind die T4 weitgehend identisch mit den T3. Erkennbar ist der Unterschied im Bereich der ersten und letzten Tür, die T3 sind an diesen Stellen deutlich stärker eingezogen. Der T4 ist der häufigste von Tatra an die DDR gelieferte Straßenbahnwagentyp. Der in die DDR gelieferte Untertyp wurde als T4D bezeichnet. Weitere Untertypen wurden in die Sowjetunion (T4SU), Rumänien (T4R) und Jugoslawien (T4YU) geliefert. Für die DDR und Jugoslawien wurden auch entsprechende Beiwagen gebaut, die die Bezeichnung B4D bzw. B4YU erhielten.

## Geschichte
Der T4 wurde auf Wunsch der Straßenbahnbetriebe in der DDR entwickelt, nachdem aufgrund der getroffenen RGW-Beschlüsse die DDR die Straßenbahnproduktion zugunsten des Importes von Tatra-Wagen eingestellt hatte. Wegen der geringeren Gleismittenabstände war in den meisten Städten der Einsatz des 2,5 Meter breiten T3 nicht möglich. Die ersten drei Triebwagen vom Typ T3 (6401, 6402, 6405) waren 1964 zur Erprobung nach Dresden gelangt, der Einsatz dieses Typs war, weil er zu breit war, im Liniendienst nicht möglich. Somit ergab sich die Forderung nach schmaleren Fahrzeugen. 1967 wurde der T4D-Prototyp in Prag getestet. Im selben Jahr gelangte er zur weiteren Erprobung nach Dresden und erhielt dort die Wagennummer 2000. 1968 begann die Serienfertigung.

## Bauarten

### T4D / B4D
In der DDR kam dieser Typ bei den Verkehrsbetrieben Dresden, Halle (Saale), Leipzig und Magdeburg zum Einsatz. Die Wagen boten in 1+2-Bestuhlung 26 bzw. 28 Sitzplätze (T4/B4) und max. 115 Stehplätze (bei acht Personen je Quadratmeter); die bis 1978 nach Leipzig (Wagennummern bis 1893/635) und alle nach Magdeburg gelieferten Wagen hatten aufgrund ihrer 1+1-Bestuhlung jeweils 6 Sitzplätze weniger. In den Jahren 1968 bis 1986 wurden 1766 Trieb- und 789 Beiwagen in die DDR geliefert. Die Dresdner und Hallenser Verkehrsbetriebe erhielten Fahrzeuge im Prager Farbschema in Rot/ Elfenbein. In Leipzig und Magdeburg wurde der schon in den 1920er Jahren eingeführte ÖPNV-Einheitsanstrich in Elfenbein beibehalten, in Leipzig mit blauem und in Magdeburg mit grünem Zierstreifen.
Auf Wunsch der DDR war eine Bildung von sogenannten Großzügen aus zwei Trieb- und einem Beiwagen möglich, was die Standardkonfiguration in allen vier Einsatzbetrieben darstellte. Bei geringerem Fahrgastaufkommen wurden die Züge üblicherweise nur aus Trieb- und Beiwagen gebildet. Doppeltraktionen ohne Beiwagen kamen anfangs lediglich in Dresden auf der Linie 11 wegen der Neigungsverhältnisse, wegen derer ein Beiwagenbetrieb nicht zugelassen war, sowie in Halle zum Einsatz.

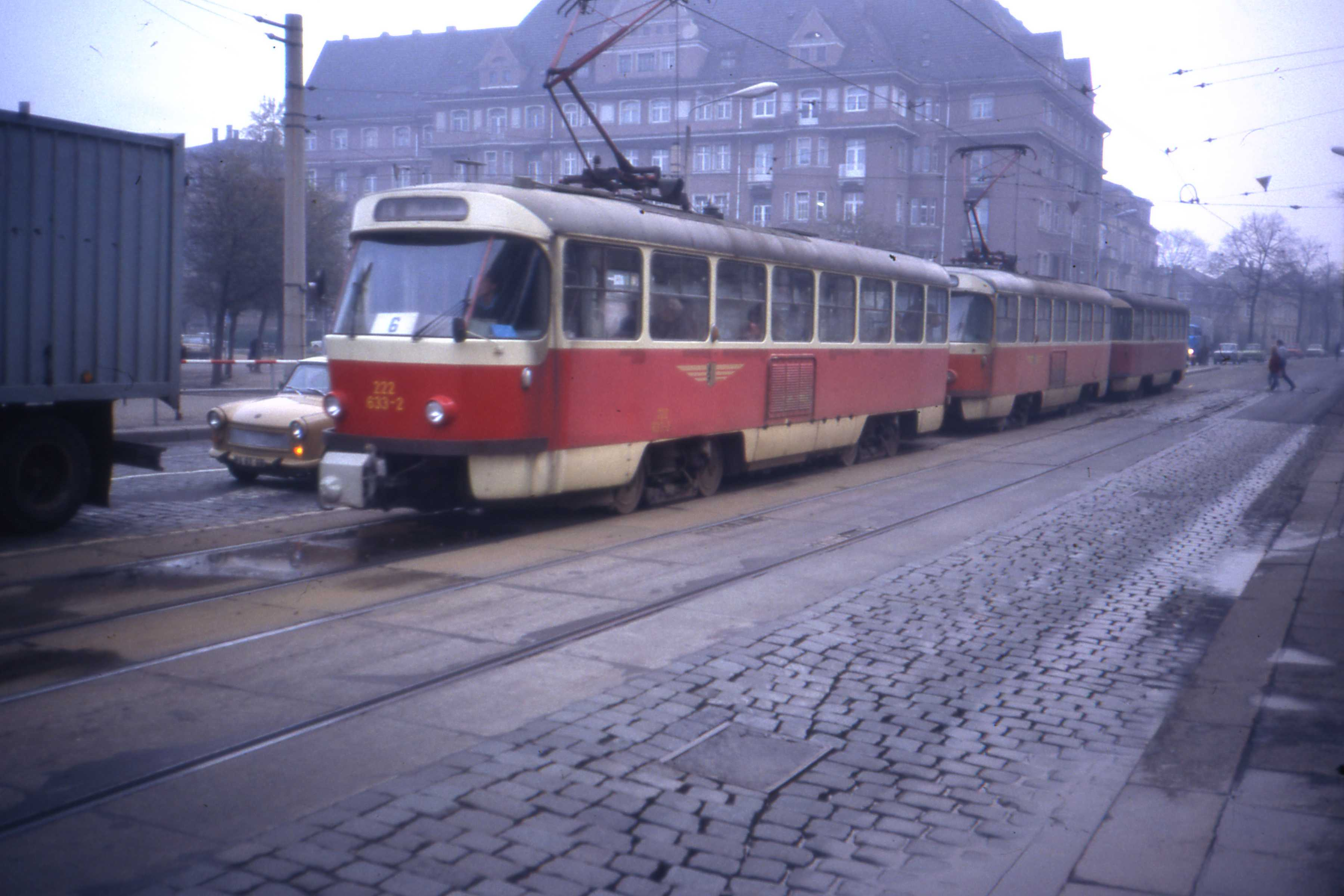
Dresden
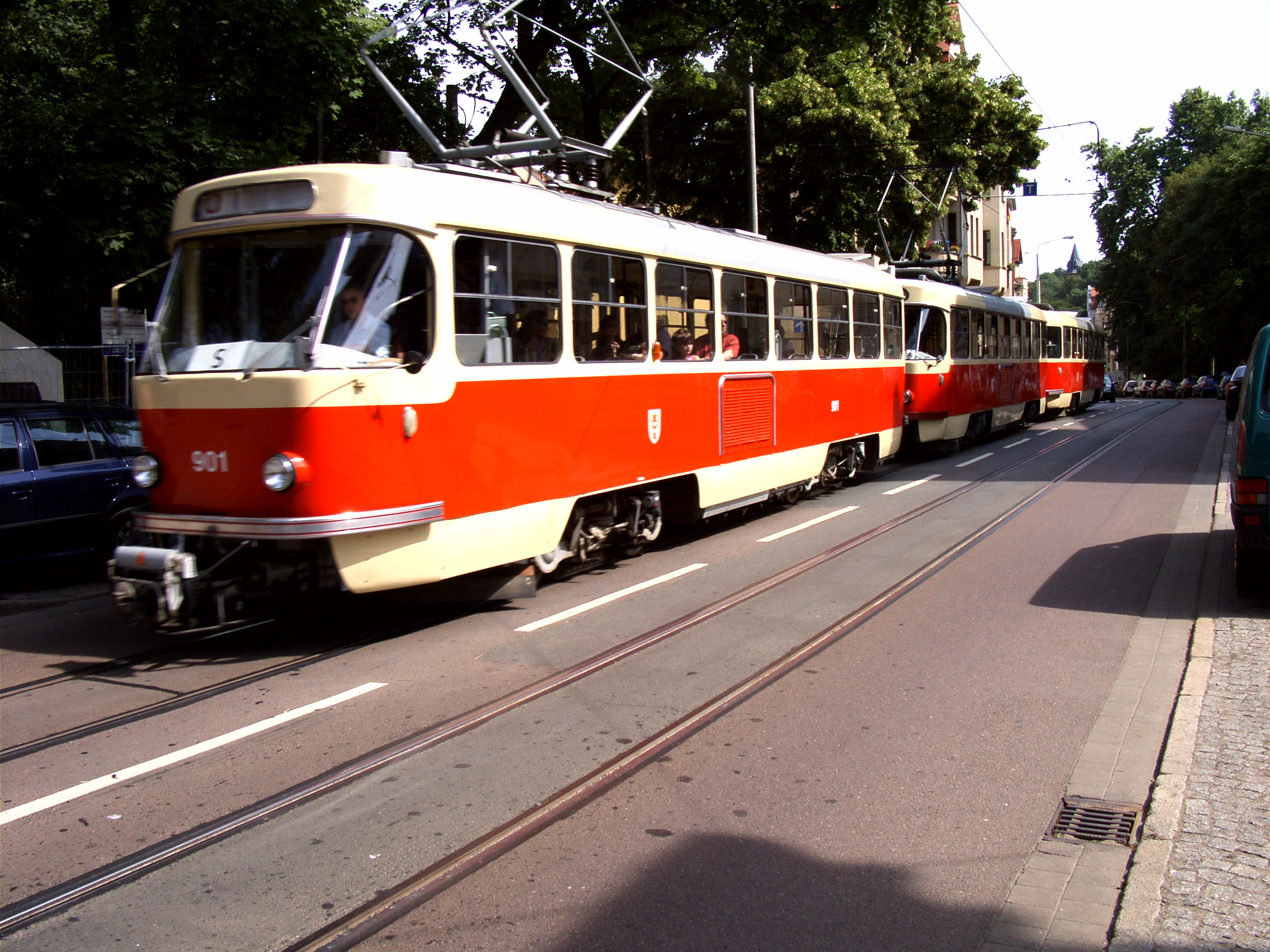
Halle (Saale)
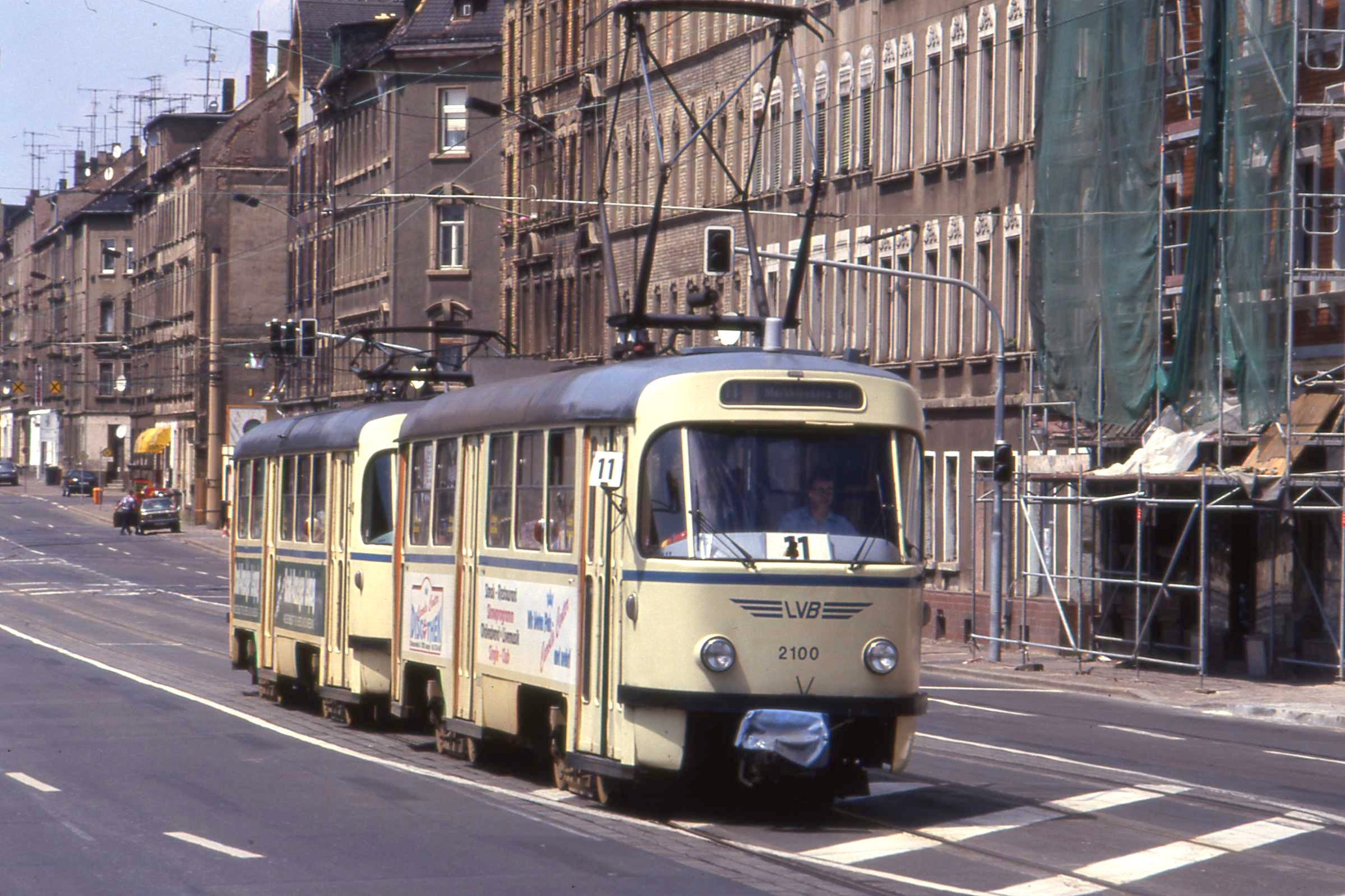
Leipzig
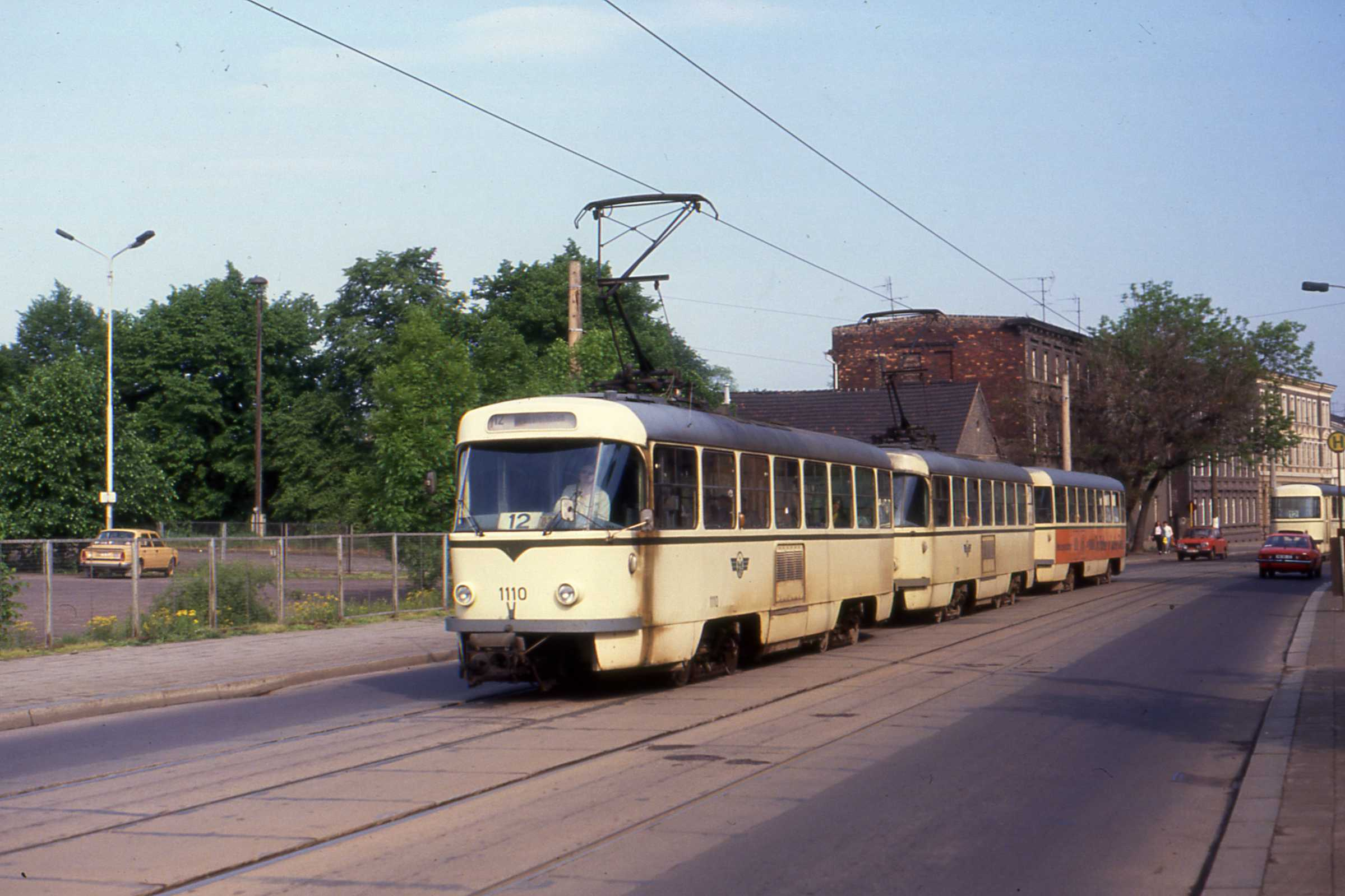
Magdeburg

Zweirichtungsbetrieb
Mit dem Ausscheiden älterer Zweirichtungswagen hatten die Verkehrsbetriebe keine geeigneten Fahrzeuge mehr, um bei Baumaßnahmen den Straßenbahnbetrieb der betroffenen Strecken zumindest teilweise aufrechtzuerhalten, da die T4D/B4D nur als reine Einrichtungswagen verfügbar waren. Der Hersteller war nicht bereit, eine echte Zweirichtungsversion zu liefern. Das Haupthindernis war die Wagenbodenhöhe, die zwei Trittstufen erforderte. Bei zwei gegenüberliegenden Einstiegen und einer Wagenbreite von nur 2200 Millimetern wurde der Durchgang insbesondere an den eingezogenen Wagenenden für den sicheren Stand von stehenden Fahrgästen als zu schmal angesehen.
Heck-an-Heck-Traktion

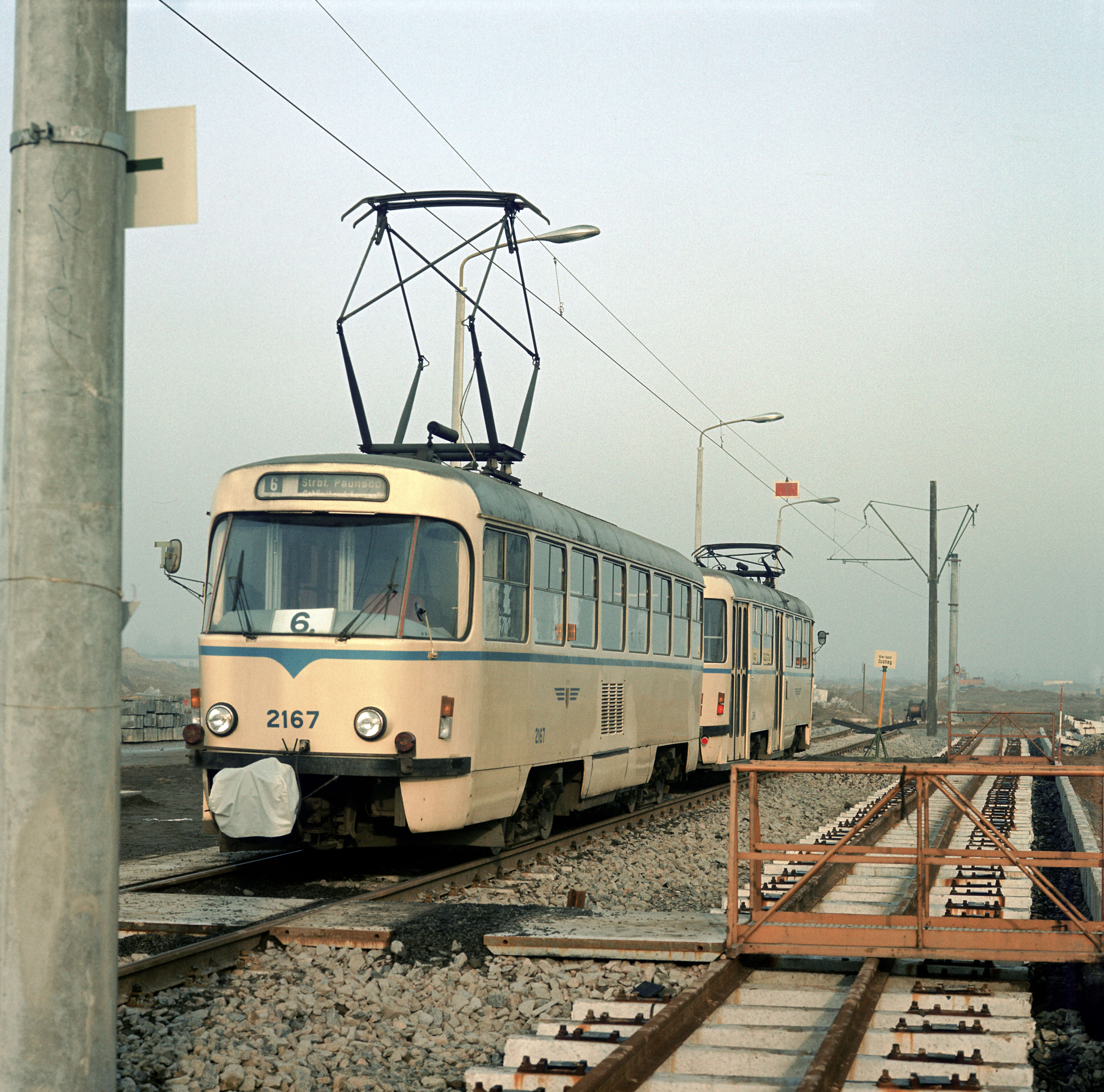
Heck-an-Heck gekuppelte T4D der Straßenbahn Leipzig auf der Pendellinie 6P an der provisorischen Endstelle »Am Vorwerk« am Tag der Inbetriebnahme (24. Dezember 1987)

Mit zwei Heck-an-Heck gekuppelten Triebwagen konnte auf relativ einfache Art ein provisorischer Zweirichtungsbetrieb mit T4D-Wagen realisiert werden; hierzu mussten aber an der Front beider Triebwagen zusätzlich Rücklichter angebracht und die Elektrik so angepasst werden, dass der hintere Triebwagen vom führenden Triebwagen rückwärts angesteuert wird. Die asymmetrisch belegten Kontaktaufsätze der Scharfenbergkupplungen wurden dazu in zurückgeklappter Stellung belassen und mit einem dazwischengesetzten Adapter verbunden. Nachteilig war aber hier, dass nur der jeweils vorwärts fahrende Triebwagen für Fahrgäste genutzt werden konnte. Obwohl diese Variante eher ein Provisorium darstellte, wurde die Linie 15 der Halleschen Straßenbahn (Stadtverkehr Merseburg) jahrelang mit solchen Garnituren bedient.
Zur Kapazitätserweiterung wurden in Leipzig und Dresden fallweise umgebauten Beiwagen (siehe B4D-W) dazwischengestellt.
Unechter Zweirichtungswagen
Bei den Magdeburger Verkehrsbetrieben erhielten 13 T4D am Heck einen zweiten Führerstand, so dass diese Wagen als Zweirichtungswagen mit einseitiger Türanordnung eingesetzt werden konnten. Der Wagenkasten wurde nicht verändert, jedoch wurden zusätzliche Scheinwerfer und Rückleuchten angebracht und die Sitzplatzanzahl durch den zweiten Führerstand reduziert. Dies war vor allem bei Strecken auf eigenem Gleiskörper ohne Gleiswechsel vorteilhaft. Im Regelbetrieb (d. h. im Einrichtungsbetrieb) verkehrten diese Wagen an zweiter Stelle hinter einem T4D, der keinen zusätzlichen Führerstand, aber nachgerüstete Rückleuchten an der Front besaß. Im regulären Betrieb verkehrten diese Wagen meist in Großzügen, im Zweirichtungsbetrieb war nur ein Einsatz in Doppeltraktion oder als Solotriebwagen möglich.
Umgebaut wurden die Triebwagen 1004, 1005, 1006, 1008, 1011, 1016, 1019, 1025, 1030, 1156, 1182, 1206, 1208 und 1212
Zweirichtungstriebwagen Z-T4D

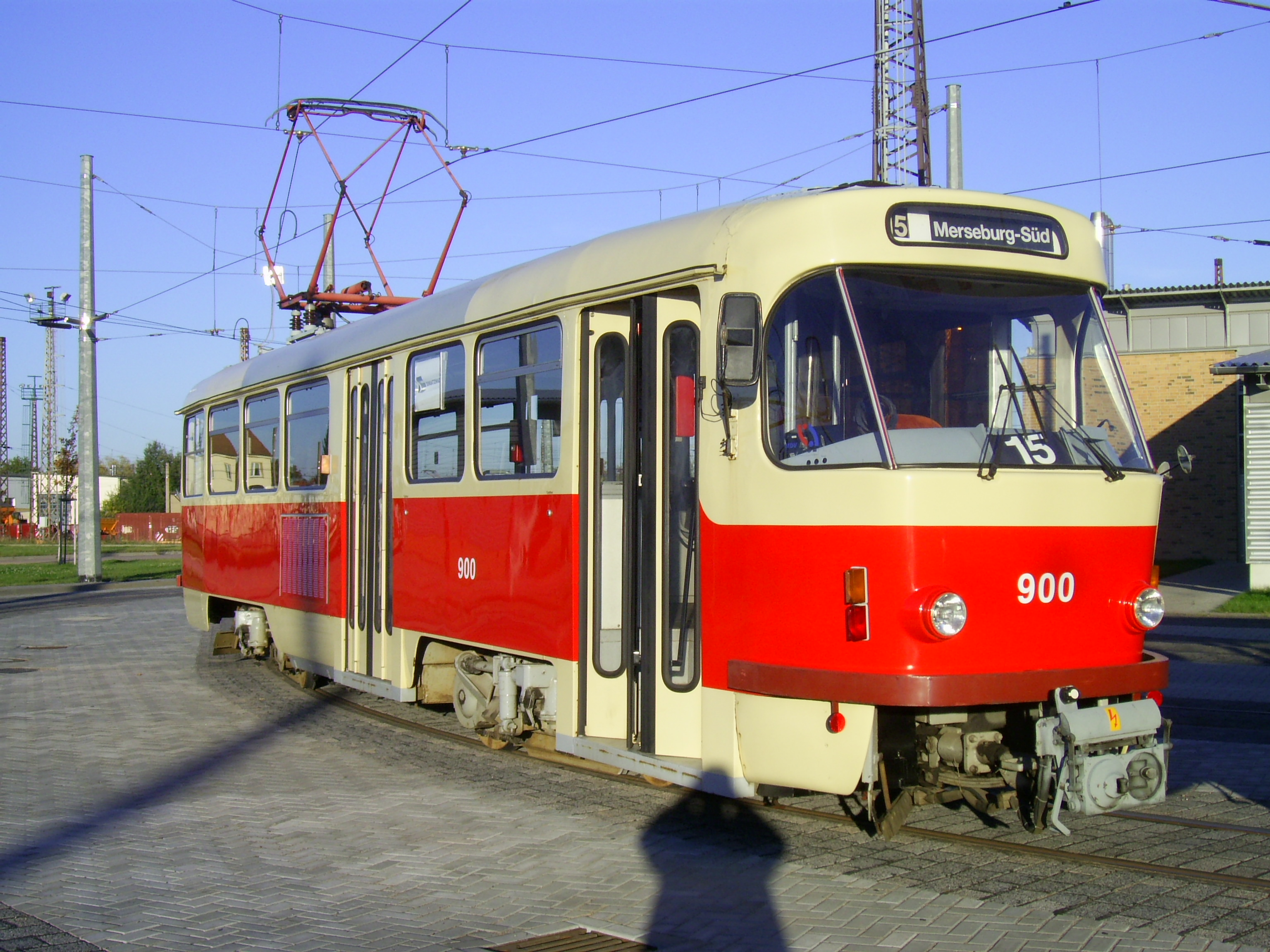
Z-T4D aus Halle nach Umbau auf einen Stromabnehmer

Die VE Verkehrsbetriebe Halle (heute HAVAG) benötigten in den 1980er Jahren Zweirichtungswagen für die Merseburger Linie 15 (siehe auch: Überlandbahn Halle–Bad Dürrenberg), da diese damals zwei Kopfendstellen aufwies. Nach dem Ausscheiden älterer Zweirichtungswagen wurden seit Ende der 1970er Jahre hier regulär T4D-Wagen in der ineffizienten Heck-an-Heck-Traktion eingesetzt. Nach Anfrage beim Hersteller ČKD Praha sah dieser jedoch keine Möglichkeit, einen 2,2 Meter breiten Zweirichtungswagen auf T4D-Basis zu entwickeln bzw. einen T4D umzubauen. So entschloss sich das Unternehmen 1983 dazu, dies in Eigenregie durchzuführen.
Umgebaut wurden die Triebwagen 901 und 902. Die Wagen waren die ältesten T4D in Halle, Baujahr 1969. Beim Umbau erhielt jeder Wagen einen zweiten Stromabnehmer (nur zur Weichensteuerung), einen zweiten Führerstand mit Kabine sowie zwei Türen auf der linken Seite. Die bisherige dritte Tür auf der rechten Seite wurde entfernt, weil der Raum für den Führerstand benötigt wurde. Im Gegensatz zu den unechten Zweirichtungstriebwagen in Magdeburg erhielten die beiden Wagen auch an den B-Enden echte Führerstandsfrontseiten mit Zielschildkasten. Zusätzlich war es wegen der asymmetrischen Wagenkästen notwendig, die neue (linksseitige) Mitteltür und das Seitenfenster links daneben minimal zu verkleinern, was spätere Reparaturen erschwerte.
1999 wurden beide Wagen einer Hauptuntersuchung unterzogen. Dabei wurden unter anderem die zusätzlichen Stromabnehmer entfernt, neue Türflügel eingebaut und die Wagen wieder in klassischem Rot-Elfenbein lackiert; außerdem konnten beide Wagen an den B-Seiten miteinander gekuppelt und damit auch in Doppeltraktion eingesetzt werden.
Der Wagen 901 trägt heute die Nummer 900 und gehört zum Bestand des Straßenbahnmuseums Halle; der Wagen 902 gelangte 2005 zum National Tramway Museum Crich (England), wofür er Regelspurdrehgestelle erhielt und der Stromabnehmer höhergesetzt wurde.
Zweirichtungsgroßzug T4D-W / B4D-W

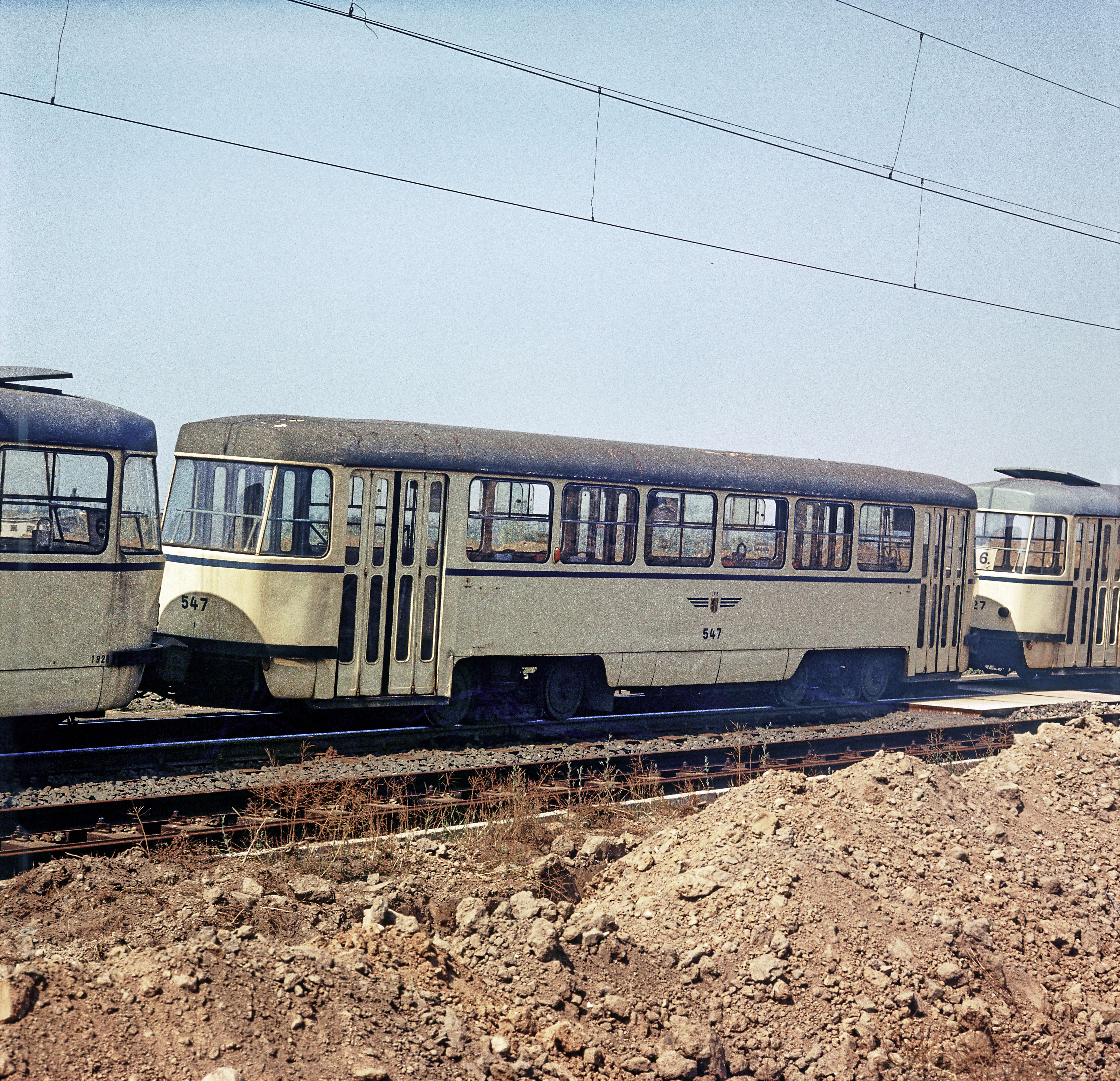
LVB-Zweirichtungsbeiwagen ZB4D 547 in der provisorischen Kehranlage Ahornstraße beim Bau der Strecke nach Paunsdorf Nord, Sommer 1988

Nach der gescheiterten Anfrage bei ČKD Praha entschlossen sich die VE Verkehrsbetriebe Halle 1986, einen kompletten Zweirichtungszug zu bauen, dieser wurde auch als „Wendegroßzug“ bezeichnet. Hierfür wurden die Triebwagen 1030 und 1031 sowie der Beiwagen 150 ausgewählt. Analog dem T4D-Z erhielten die Triebwagen 1030/1031 zwei Türen je Seite, jedoch keinen zweiten Führerstand. Der Beiwagen 150 erhielt auf der linken Seite nur Türen an den Wagenenden, eine Mitteltür wurde auf dieser Seite weggelassen. Auch erhielt er an der Frontseite keine Rückleuchten, da er im Zweirichtungsbetrieb nur zwischen den beiden T4D-W eingesetzt werden sollte. Der Zug wurde vorwiegend im Berufsverkehr im Raum Merseburg sowie als Pendelzug bei Baumaßnahmen eingesetzt. In der ursprünglichen Zusammenstellung hatte der Zug ein fest eingebautes Stromversorgungskabel zwischen den Triebwagen, so dass der jeweils hintere Triebwagen abgebügelt mitlaufen konnte und trotzdem Zugkraft ausübte. In den letzten Betriebsjahren verkehrten beide Triebwagen nur noch selten mit dem zwischengestellten Beiwagen, dieser wurde teilweise noch als Einrichtungsbeiwagen in Großzügen verwendet. Alle drei Wagen wurden nach Arad (Rumänien) verkauft, wo sie nur im Einrichtungsbetrieb eingesetzt werden.
Analog wurden Fahrzeuge in Dresden (Tw 222 801/802/805/806, Bw 273 001–004) und Leipzig (Bw 547, LVB-Typ 65b) für den Zweirichtungsbetrieb umgebaut. Die Dresdner Triebwagen besaßen auf der linken Seite nur dreiflüglige Türen und konnten auch mit T4D-Wagen zu Zweirichtungszügen kombiniert werden (z. B. als Zweirichtungsgroßzug für Pendelbetrieb auf einem Gleis mit einseitigem Ausstieg: T4D – B4D-W – T4D-W). In Leipzig wurde nur der Beiwagen 547 umgebaut, damit konnten von drei Wagen im Zugverband nur die jeweils zwei vorderen von den Fahrgästen benutzt werden.

### T4SU
Die meter- und kapspurigen Straßenbahnbetriebe der Sowjetunion erhielten nach Einstellung der Straßenbahnproduktion beim VEB Waggonbau Gotha ebenfalls Tatra-Wagen. Mit Ausnahme von Pjatigorsk wurde dabei die schmalere Ausführung T4SU gewählt, während die breit- und normalspurigen Betriebe mit T3SU beliefert wurden. Wie die anderen SU-Typen wurde auch hier eine geschlossene Fahrerkabine eingebaut. Beiwagen gab es zu den T4SU nicht.

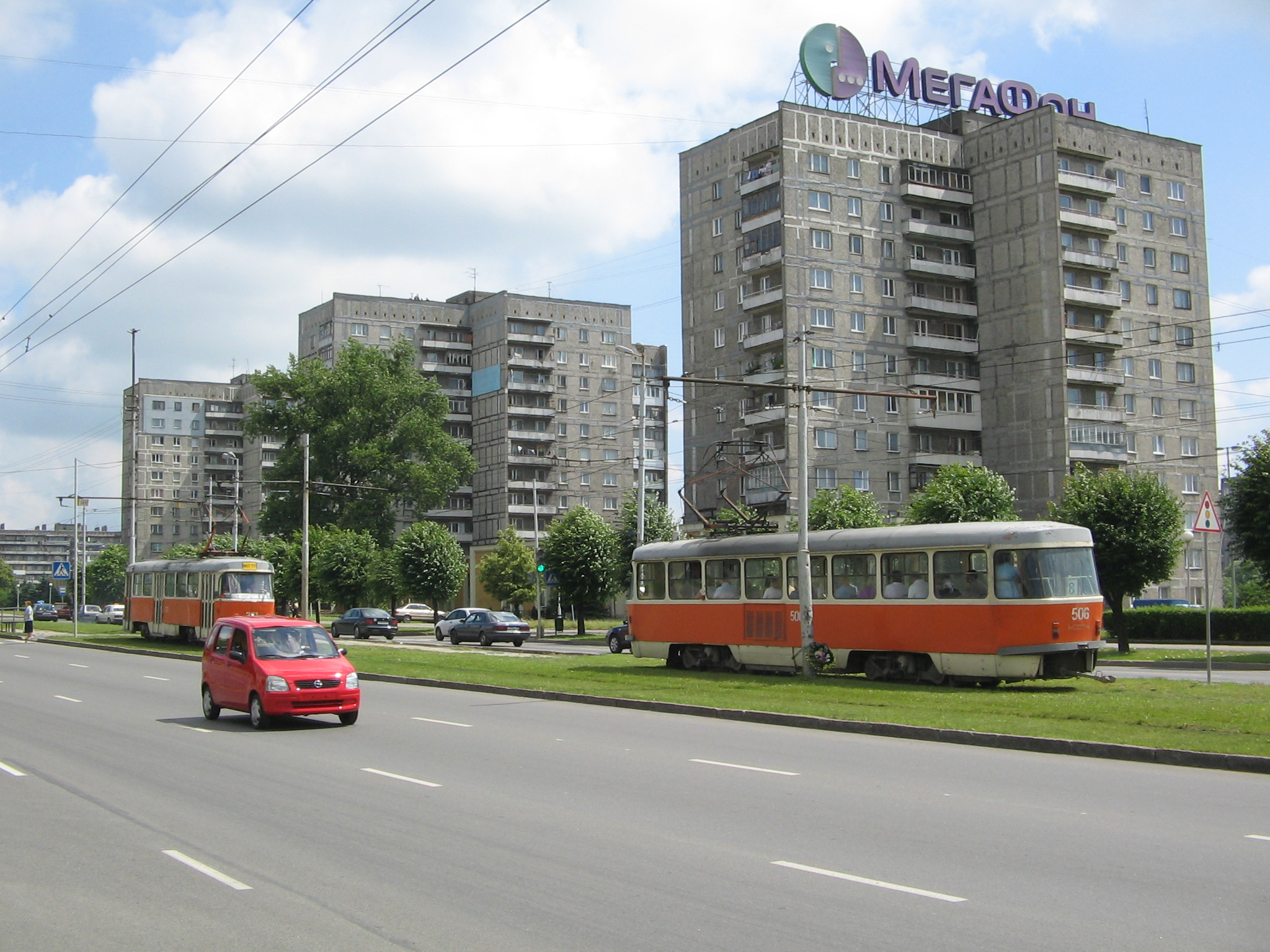
T4SU in Kaliningrad
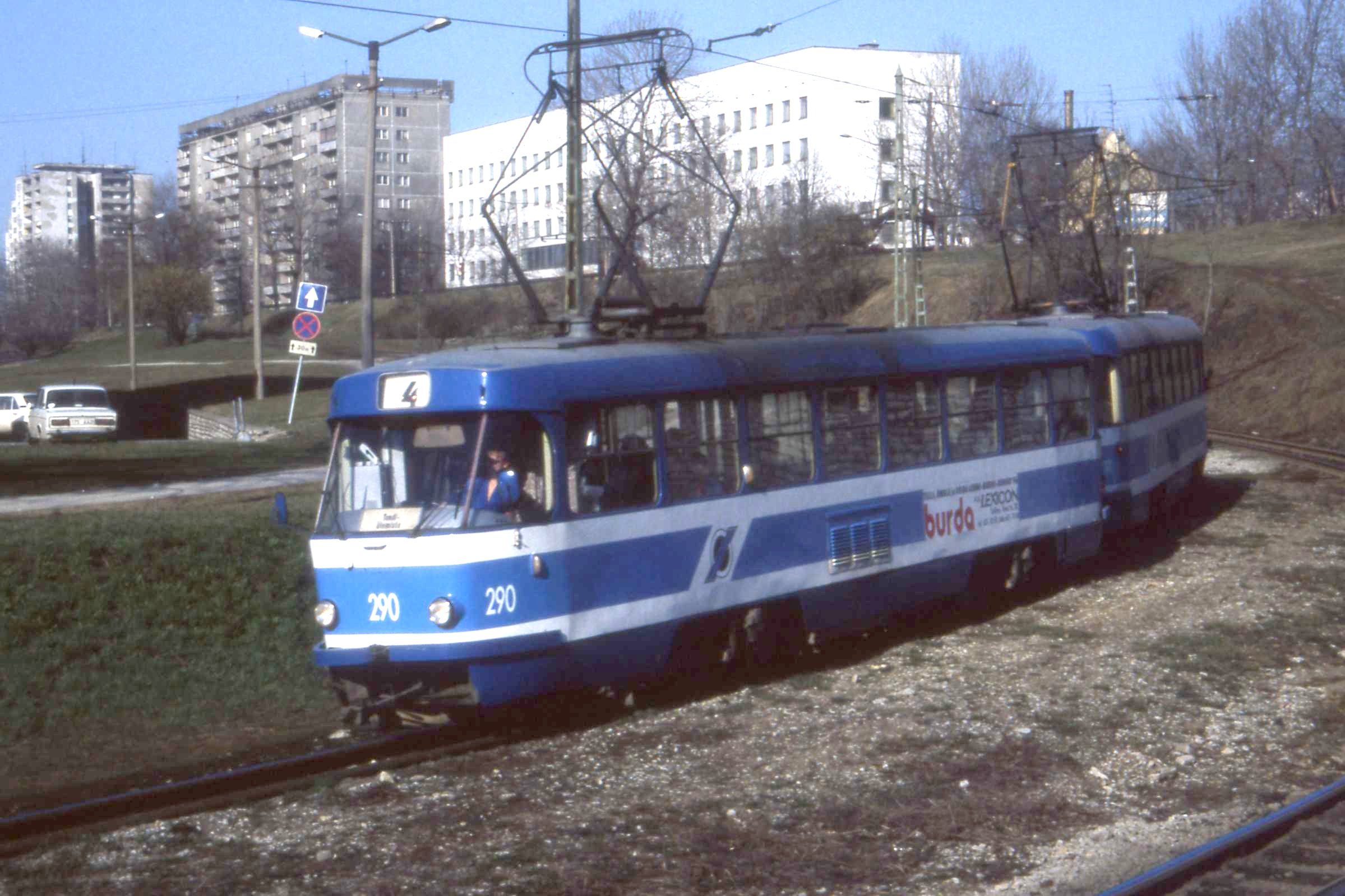
T4SU in Tallinn
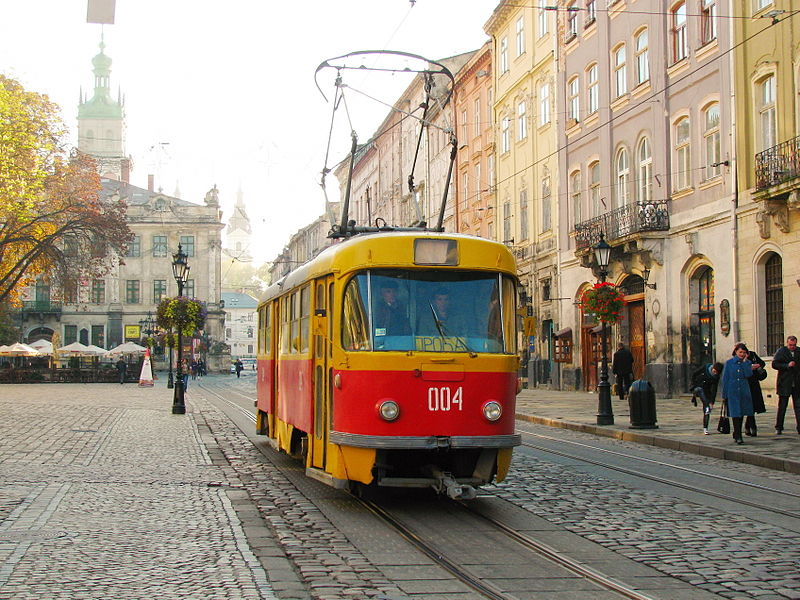
T4SU in Lwiw
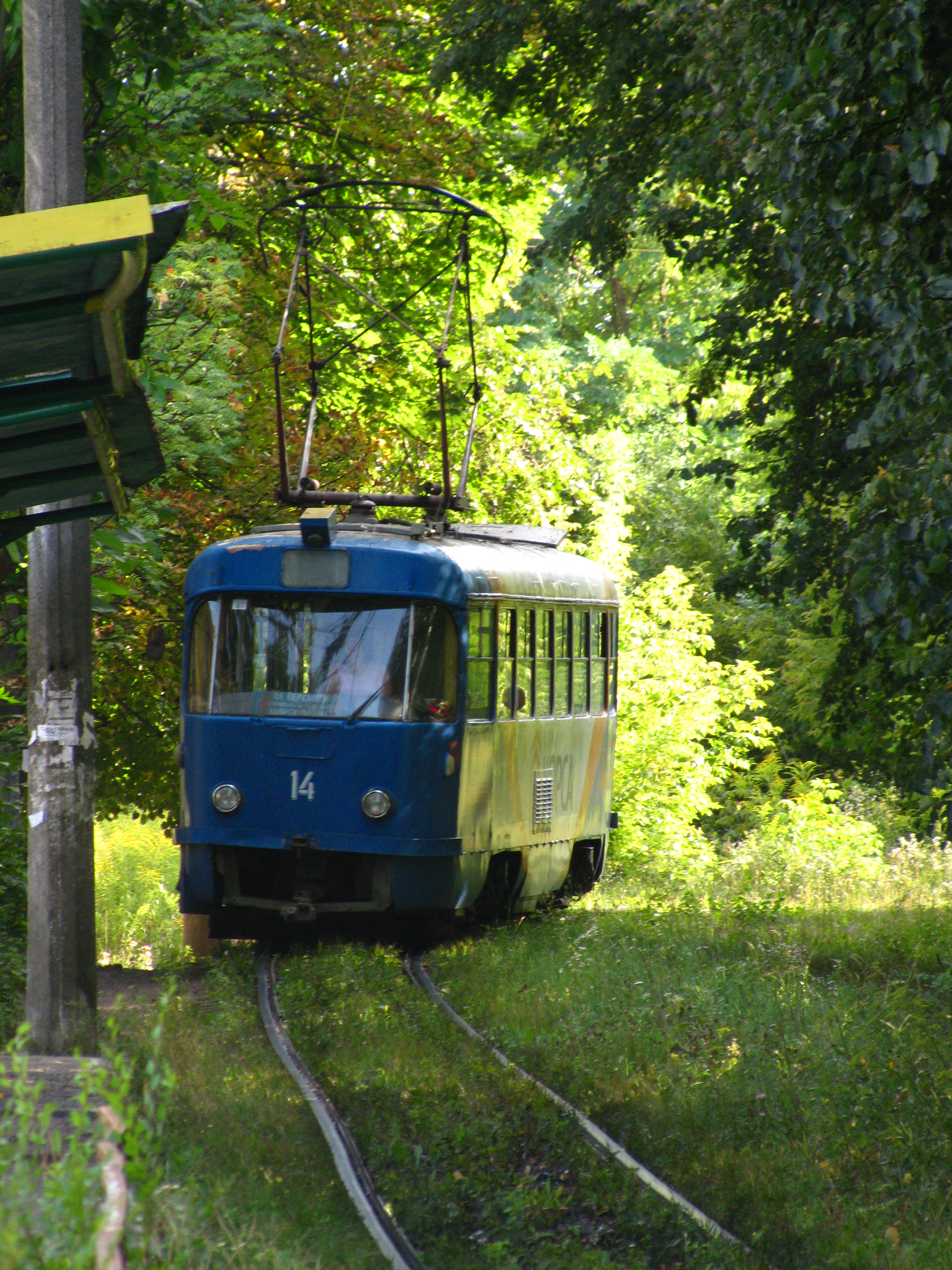
T4SU in Schytomyr

### T4R
Die für Rumänien hergestellten Fahrzeuge des Typs T4R unterscheiden sich technisch und wagenbaulich nicht von den sowjetischen. Aufgrund ihrer geringeren Wagenkastenbreite eigneten sie sich im Gegensatz zu den breiteren T3R, die nur an die Straßenbahn Galați geliefert wurden, besser für die meisten rumänischen Betriebe. Insgesamt bestellten zwischen 1973 und 1981 fünf rumänische Städte Triebwagen des Typs T4R. Neben Galați, wo letztlich beide Varianten anzutreffen waren, betraf dies Arad, Brăila, Bukarest und Iași. Letztlich verhinderte die Aufnahme der Timiș 2- beziehungsweise V3A-Massenproduktion die Lieferung weiterer tschechoslowakischer Wagen nach Rumänien. Die letzten T4R sind in der Hauptstadt Bukarest im Einsatz, in allen anderen Städten wurden sie durch aus Deutschland beschaffte Gebrauchtfahrzeuge verschiedener Typen ersetzt.

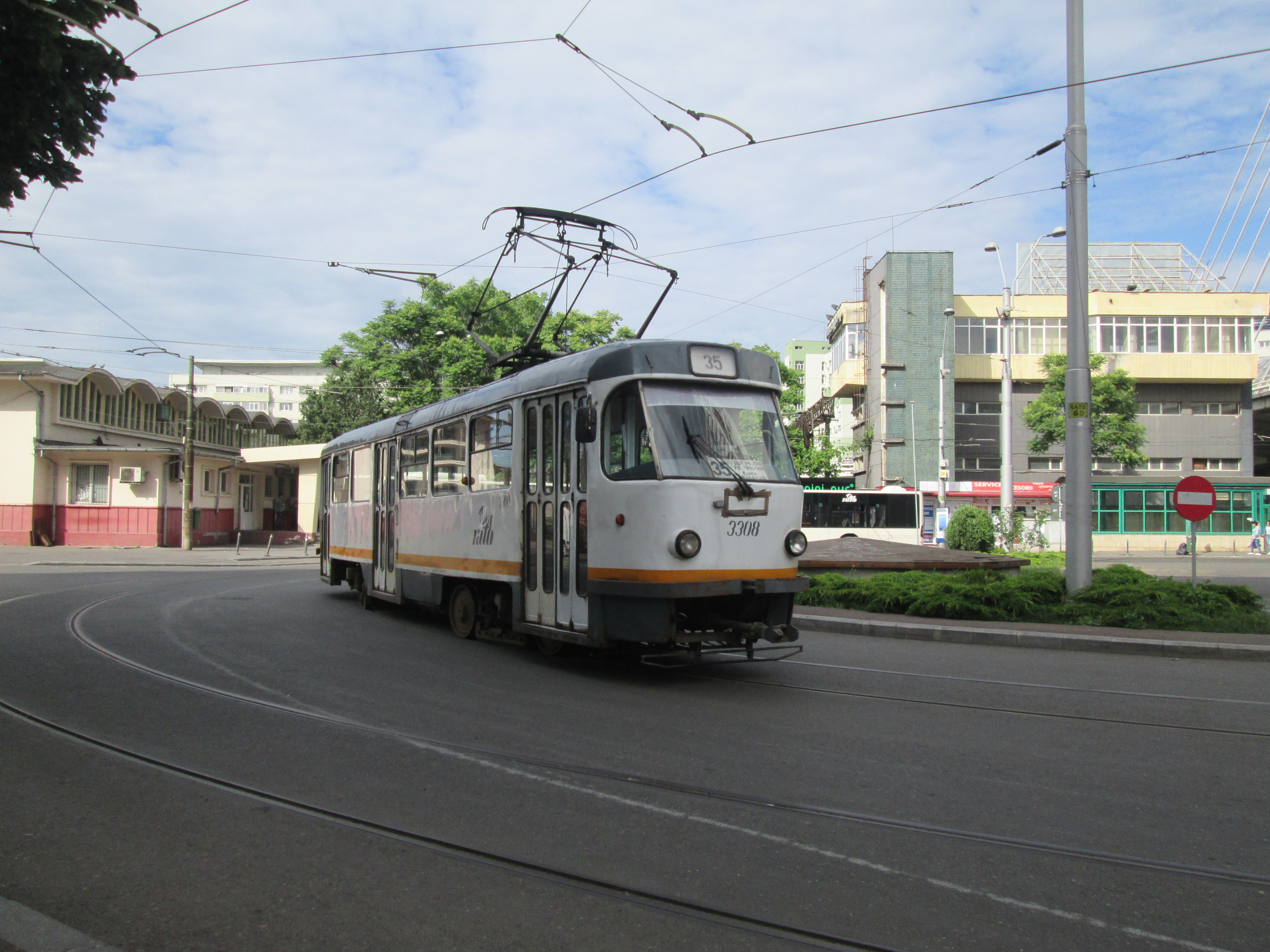
Tatra T4R der Straßenbahn Bukarest
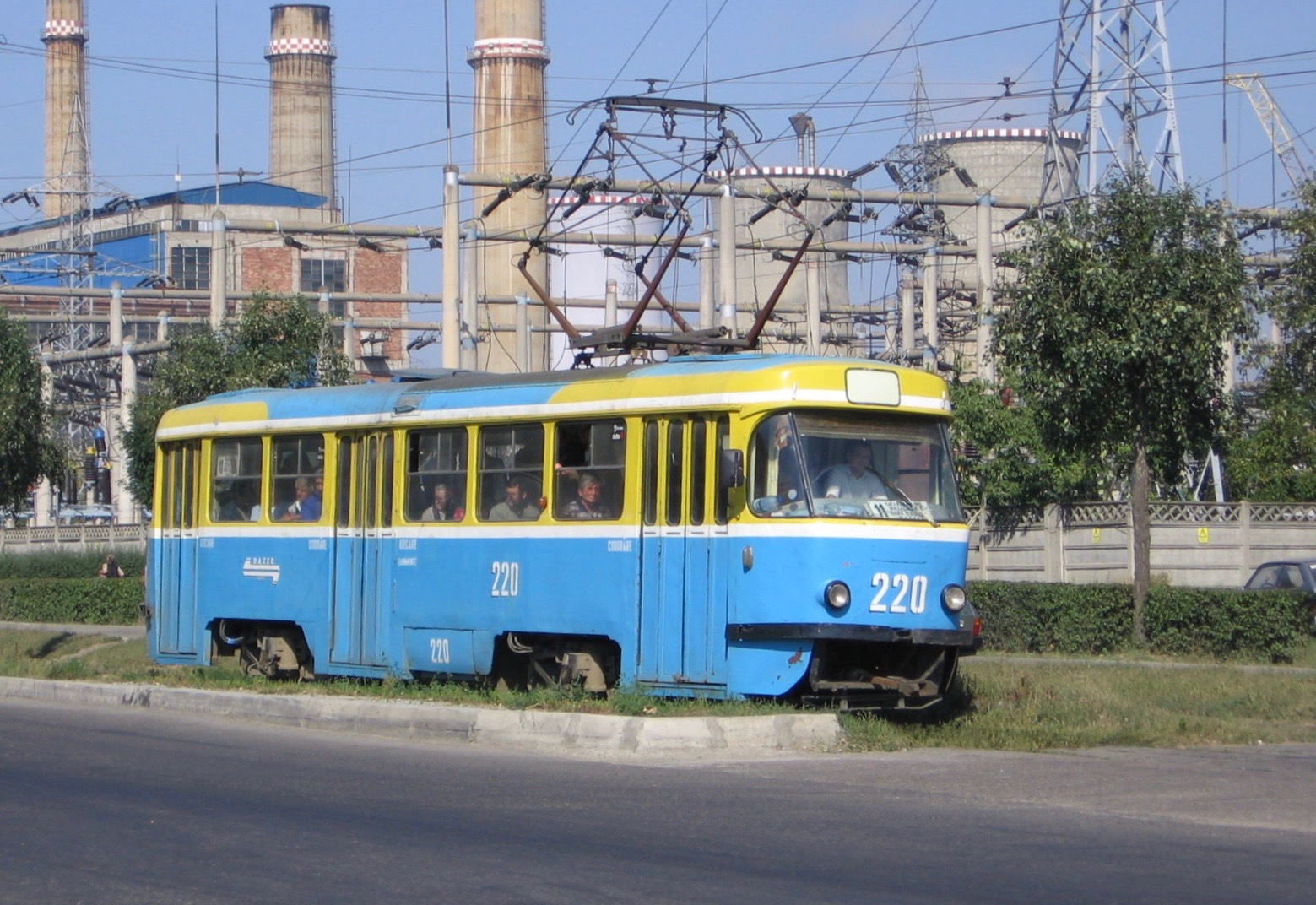
Tatra T4R der Straßenbahn Iași

### T4YU / B4YU
Die jugoslawischen T4/B4 wurden ab 1971 ausgeliefert. Der für die Straßenbahn Belgrad ausgelieferte T4-Prototyp 111 von 1967 wies die gleiche elektrische Ausrüstung wie der T4D-Prototyp 2000 für Dresden auf, hatten aber einen Stangenstromabnehmer und gesickte Seitenwände. Nach einem Unfall kam er zurück nach Prag. Nach Ausbau der hinteren Tür und Umbau des Fahrgastraums wird er seit 1969 mit der Wagennummer 5500 für Stadtrundfahrten eingesetzt. Der B4-Beiwagen 110 wurde aufgearbeitet und für den Betrieb in Halle (Saale) an die Serien-T4D angepasst. Dabei erhielt er auch eine neue Heckkanzel und eine 2+1 Bestuhlung. Er wurde 1969 zusammen mit den ersten beiden T4D 901 und 902 mit der neuen Wagennummer 101 ausgeliefert.
Die an die Straßenbahn Zagreb ausgelieferten Fahrzeuge entsprachen ebenfalls größtenteils den T4D/B4D. Die Belgrader Serienwagen erhielten hingegen die elektrische Ausrüstung des T4SU. Ein markanter Unterschied zu allen deutschen Triebwagen ist der alleinige Liniennummernkasten über der Frontscheibe. Zielfilmeinrichtungen waren in den anderen Einsatzländern zur Bauzeit nicht üblich.
Typisch für die Wagen in Jugoslawien war der Verzicht auf Kupplungen an den Zugenden. Stattdessen wurden die Rammbohlen mit Aufnahmen für einfache Kuppelstangen versehen. Die Wagen eines Zuges wurden in Jugoslawien nach deutschem Vorbild mit Scharfenberg- bzw. ESW-Kupplungen verbunden. Die Verkehrsbetriebe Zagreb behielten die schon vorher verwendeten BSI-Kompaktkupplungen bei

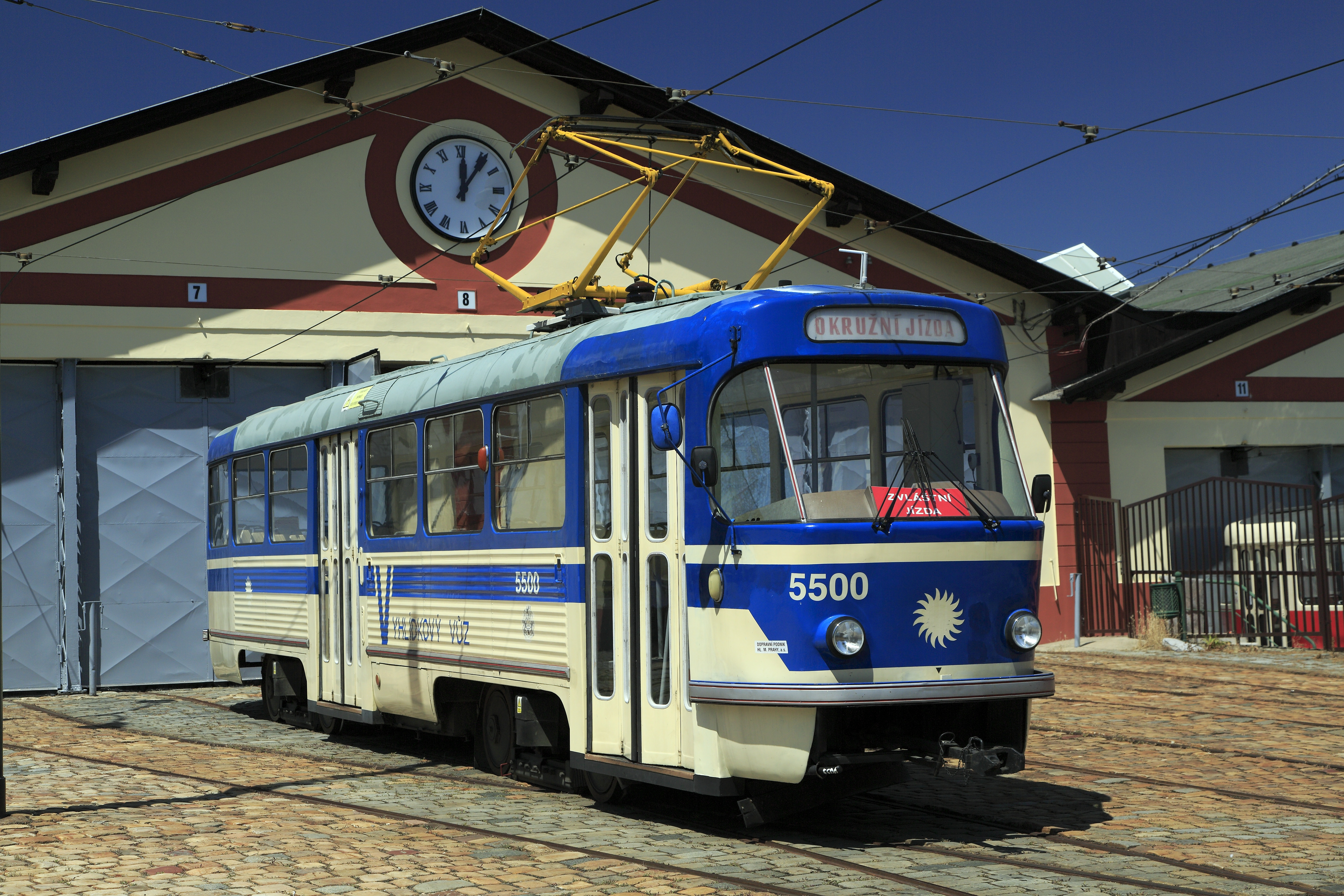
Der Probewagen für Belgrad verblieb später in Prag und wurde dort mit der Betriebsnummer 5500 für Stadtrundfahrten genutzt. Heute gehört er zum Bestand des Straßenbahnmuseums Střešovice
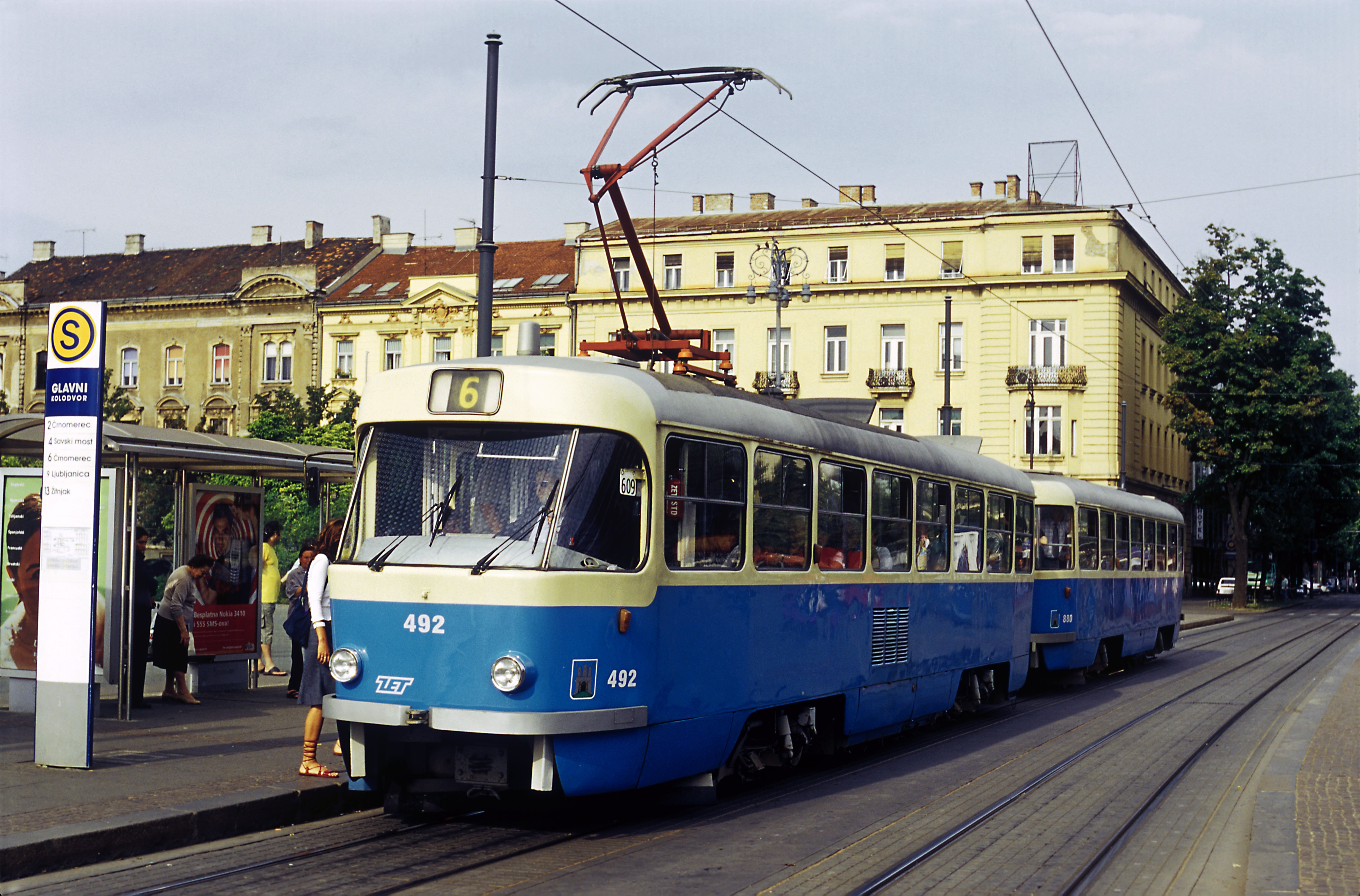
T4YU mit Beiwagen B4YU in Zagreb, Kroatien
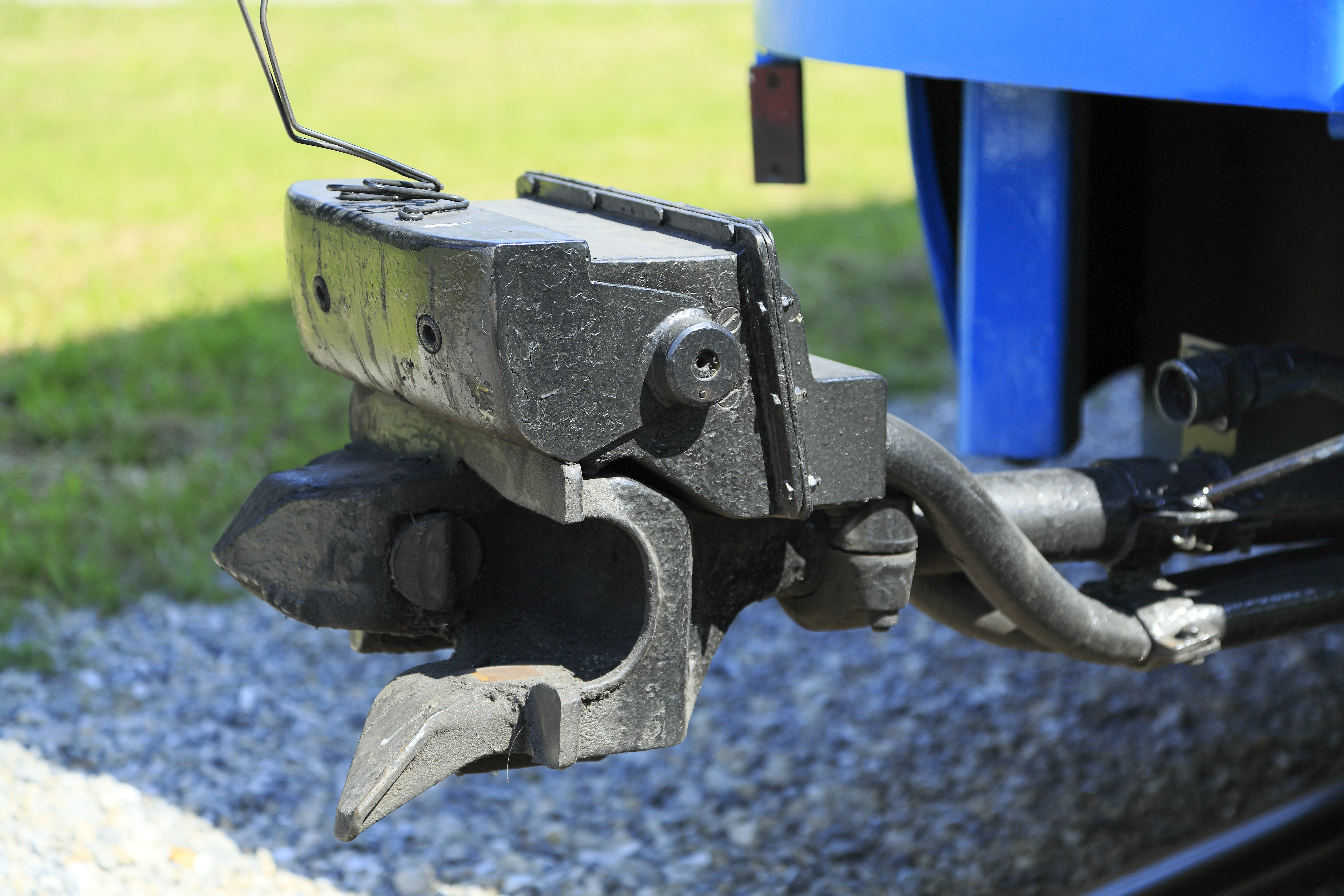
BSI-Kompaktkupplung am B-Ende eines T4YU in Zagreb

## Modernisierungen

### Dresden
Bei den Dresdner Verkehrsbetrieben (DVB) begann man recht schnell mit der Erarbeitung eines Modernisierungskonzeptes. Dazu zog man den Triebwagen 222 557 als Prototyp, fortan als T4D-M bezeichnet, heran. Dieser erhielt unter anderem ein modernes Fahrgastinformationssystem, einen neuen Anstrich in den Stadtfarben sowie ein überarbeitetes Design im Fahrgastraum. Die technischen Unterschiede zu den späteren Serienwagen verhinderten jedoch einen sinnvollen Einsatz im Betrieb.

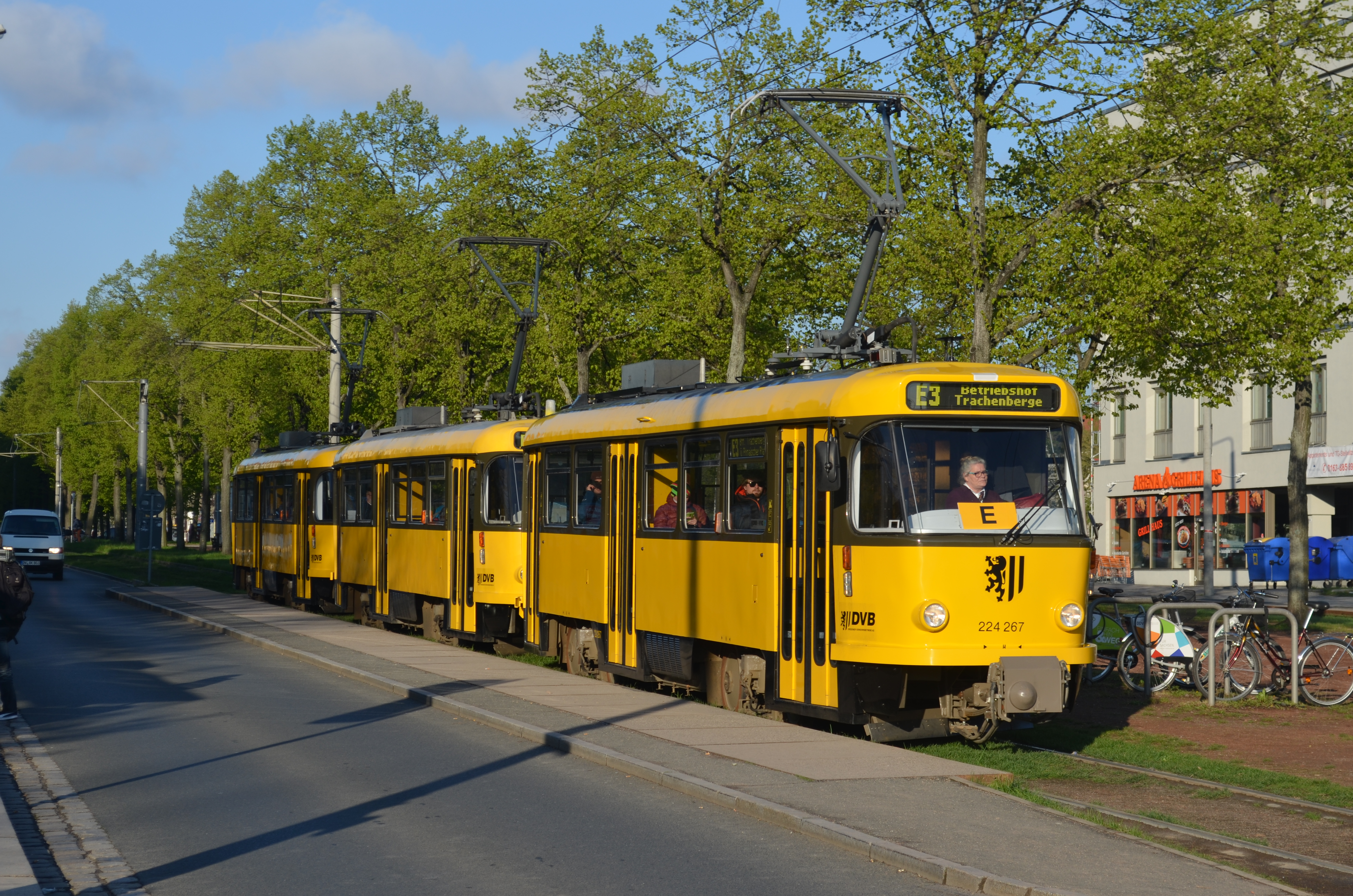
T4D-Dreiwagenzug auf der Dresdner Linie E3

Auf Grundlage der mit dem 222 557 gesammelten Erfahrungen entstand in den Jahren 1992 bis 1994 die erste Serie modernisierter Wagen, die fortan die Bezeichnung T4D-MS („Modernisierung Serie“) trugen. Diese Wagen behielten dabei die Beschleunigersteuerung, damit blieben sie mit den nicht modernisierten Fahrzeugen kuppelbar.
Nachdem man Erfahrungen mit der TV8-Thyristorsteuerung von Cegelec gesammelt hatte, entschied man sich, weitere T4D umzubauen. Dabei wurden sowohl nicht modernisierte Wagen wie auch einige T4D-MS mit der Thyristorsteuerung ausgestattet und fortan als T4D-MT bezeichnet. Dabei steht das „MT“ in der Bezeichnung für „Modernisierung mit Thyristorsteuerung“. Sie waren damit mit den Triebwagen mit Beschleunigersteuerung nicht mehr elektrisch kuppelbar.
Zum Ende des Modernisierungsprogrammes wurden noch einige weitere T4D modernisiert, jedoch erhielten sie an Stelle des vollwertigen Führerstandes nur noch einen Hilfsfahrschalter. Diese Triebbeiwagen sollten hinter vollausgerüsteten T4D-MT zum Einsatz kommen, sie erhielten die Bezeichnung TB4D-MS. Die ersten beiden umgebauten Triebwagen behielten die Beschleunigersteuerung, sie wurden jedoch nach kurzer Zeit ebenfalls mit der Thyristorsteuerung ausgerüstet. Alle später umgebauten Triebbeiwagen erhielten sie sofort. Die Typenbezeichnung wurde aufgrund dieser Änderung später vereinheitlicht und auf TB4D gekürzt.
Neben den Trieb- wurden auch Beiwagen in gleicher Weise modernisiert und als B4D-MS bezeichnet. Nach Abschluss der Modernisierung rüstete man noch einige nicht modernisierte Triebwagen mit einem Bordrechner und Datenfunk aus, damit sie auch noch einige Jahre im Netz eingesetzt werden konnten. Diese wurden als T4D-MI („Modernisierung IBIS“) bezeichnet. Der Grund dafür war, dass der Einsatz im Netz diese Systeme mittlerweile erforderte, der Ersatz der Fahrzeuge jedoch nicht sofort erfolgen konnte. Einige wenige Wagen bekamen kurz vor der Jahrtausendwende noch eine kleine Anpassung an die modernisierten Fahrzeuge.
Insgesamt entstanden so in den eigenen Werkstätten der DVB 121 T4D-MS (davon 90 zu T4D-MT umgebaut), 95 T4D-MT (davon 90 aus T4D-MS umgebaut), 55 TB4D und 65 B4D-MS.
Durch die Modernisierung und Ertüchtigung konnte der Komfort für die Fahrgäste und das Betriebspersonal verbessert werden. 2010 verabschiedete man sich dann mit einer offiziellen Feier von den Tatra-Einsätzen auf regulären Linienkursen. Danach blieben zwölf Triebwagen T4D-MT und sechs Triebbeiwagen TB4D für den punktuellen Einsatz im Bestand. In den letzten Jahren wurden dabei nochmals einige Hauptuntersuchungen durchgeführt, vier Triebwagen und fünf Triebbeiwagen bekamen zwischen 2016 und 2018 eine komplette Aufarbeitung für den längerfristigen Einsatz. Aktuell bekommen die Fahrzeuge, deren Frist abläuft, nur eine kurzzeitige Fristverlängerung. Bis Mai 2023 verkehrten die Tatras weiterhin auf Verstärkerkursen für die Abdeckung der Schülerbeförderung (bspw. nachmittags auf der Linie 11), der Personenbeförderung bei Großveranstaltungen und hin und wieder auch auf regulären Linienkursen mit langfristigem Einsatz (zuletzt 2018 die Linie 8) oder als Ersatzwagen für schadhafte Fahrzeuge. Alle anderen Wagen wurden entweder in das östliche Ausland verkauft, wo sie sich teilweise noch im Einsatz befinden, oder jedoch vermehrt in den letzten Jahren verschrottet, zuletzt in zwei großen Aktionen am alten Betriebshof Tolkewitz und bei einem Schrotthändler im Dresdner Norden. Nachdem seit Herbst 2022 neue Wagen des Typs NGT DXDD  zum Einsatz gekommen waren, wurden die übrigen Tatrawagen am 3. Juni 2023 im Rahmen einiger Sonderfahrten offiziell aus ihrer Dienstzeit verabschiedet. Ein Dreiwagen-Zug wurde am 31. Mai 2023 dem Straßenbahnmuseum Dresden übergeben.

### Halle (Saale)
Zwischen 1991 und 1994 wurden 82 Trieb- und 41 Beiwagen zu T4D-C und B4D-C modernisiert. Hauptaugenmerk lag dabei auf der PCC-Steuerung, um den Stromverbrauch zu senken und die Anfahrtswerte zu verbessern. Im Frühjahr 1990 wurde der Zug aus Tw 1150 und 1151 sowie dem Bw 200 zum Mittenwalder Gerätebau gebracht. Er erhielt dort eine Chopper-Steuerung von AEG sowie eine weiße Sonderlackierung. Das Dach wurde mit Blenden verkleidet, die Falttüren ähnelten denen der DUEWAG-Straßenbahnwagen. Der Musterzug wurde später den Serienzügen angepasst, behielt aber stets seine AEG-Sonderlackierung.
Bei den Serienfahrzeugen wurden dann noch die Fahrtzielanzeiger geändert, die Drehgestelle gegen neue mit Megi-Federn (von AEG, später von DWA) ersetzt, die Scharfenbergkupplungen durch solche mit Kontaktaufsatz ersetzt sowie Außenschwenktüren eingebaut. Die Fahrzeuge wurden in rot/silbergrau lackiert.
In der ersten Serie von Oktober 1991 bis Februar 1992 wurden 10 Großzüge in Mittenwalde umgebaut. Sie erhielten dabei die Rückleuchten vom Wartburg 353 und die Begrenzungsleuchten der letzten T4D-Serie ab 1986, im Innenraum wurden neue Sitze eingebaut.
In der zweiten Serie von März 1992 bis März 1994 wurden 31 Großzüge umgebaut. Diese erhielten andere Rück- und Begrenzungsleuchten, eine neue Innenausstattung mit Vogel-Sitzen und Lichtschranken im Türbereich. Später wurden auch elektrisch angetriebene Einholmstromabnehmer von Stemmann eingebaut.
In einer dritten Modernisierungsvariante wurden die bereits modernisierten Fahrzeuge bei den Hauptuntersuchungen von 1998 bis 2005 direkt in Halle nochmals umgebaut. Dabei wurde die Fahrerkabine vergrößert und eine Klimaanlage eingebaut, dadurch musste der erste Türflügel entfernt werden. Im Innenraum wurde ein Fahrgastinformationssystem installiert. Die Fahrzeuge erhielten auch das neue Farbschema in rot/lichtgrau.

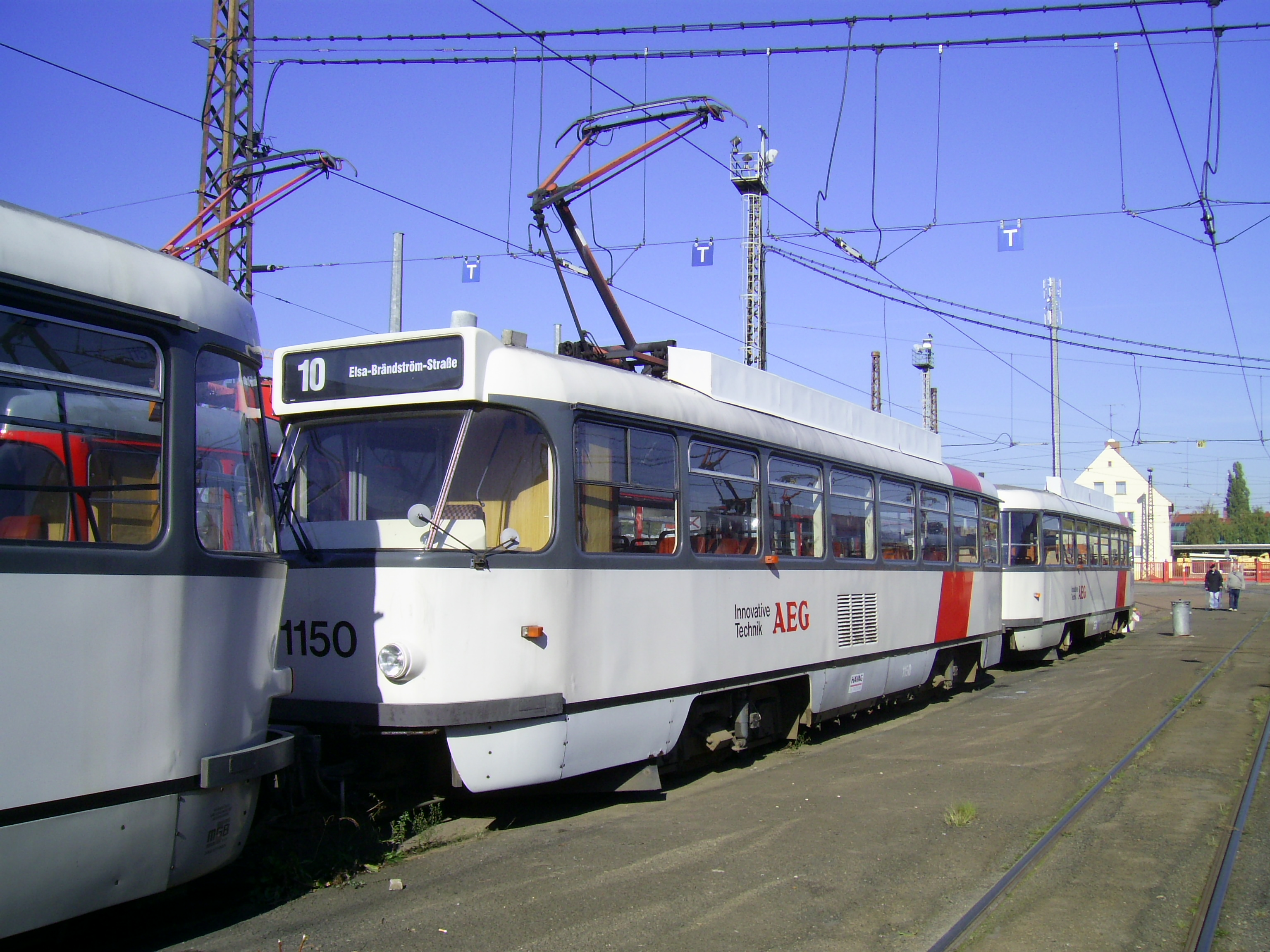
T4D-C-Musterzug nach Angleichung an Serienstand
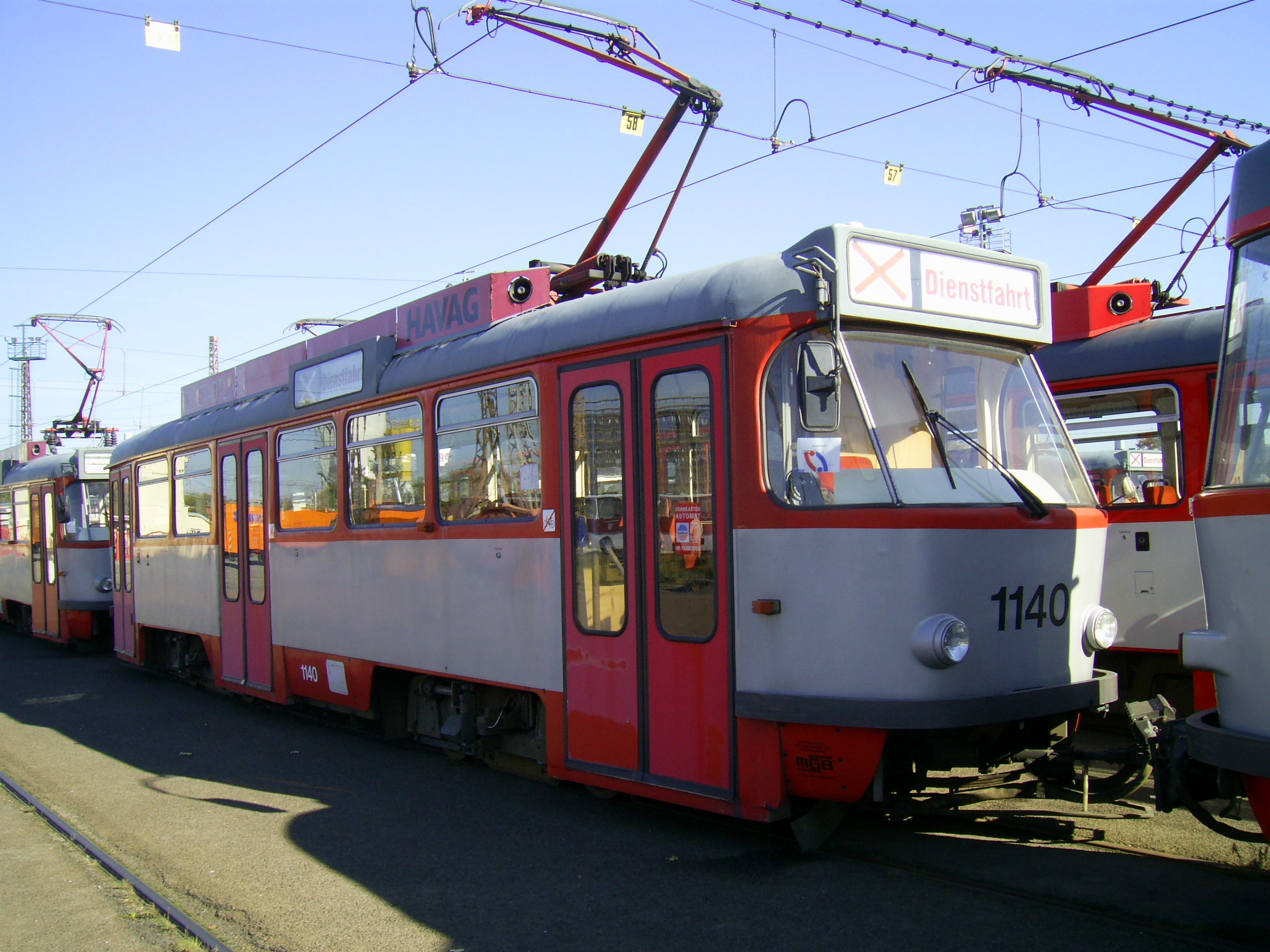
T4D-C der zweiten Serie
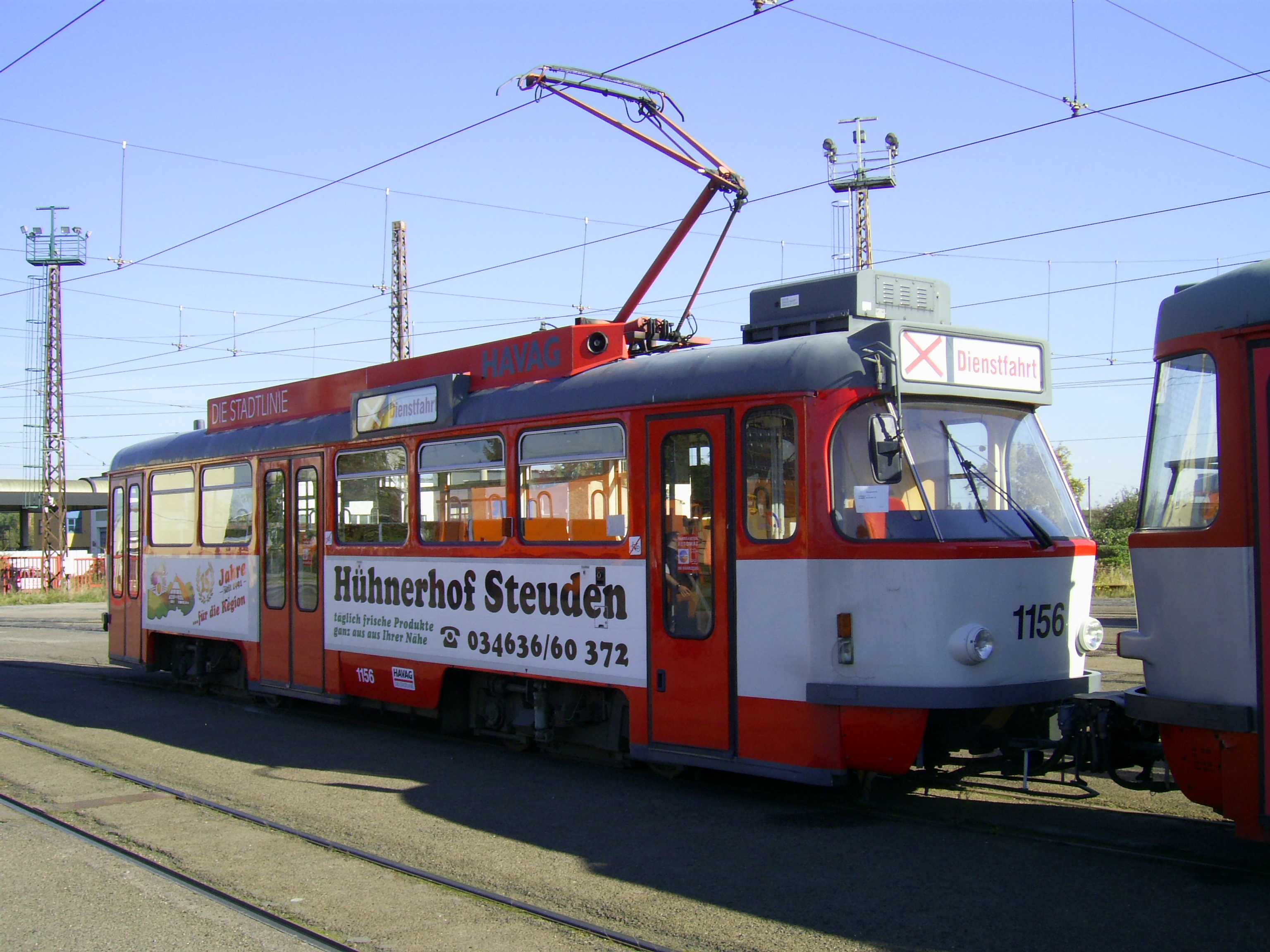
Tw 1156 der dritten Serie

### Leipzig
Nach der Wende standen die Leipziger Verkehrsbetriebe (LVB) vor der Notwendigkeit, die vorhandenen, teilweise erst drei Jahre alten Tatrawagen zeitgemäß aufzuarbeiten. Hierfür wurden nur Wagen mit möglichst großer Restnutzungsdauer ausgewählt, bei denen die Modernisierung kostengünstig im Rahmen ihrer ersten Hauptuntersuchung durchgeführt werden konnte. Dies betraf 97 Trieb- und 45 Beiwagen, welche im Zeitraum von 1991 bis 1995 modernisiert wurden. Die beiden Prototypen konnten im Frühjahr 1992 nach neunmonatiger Arbeit dem Betrieb übergeben werden.

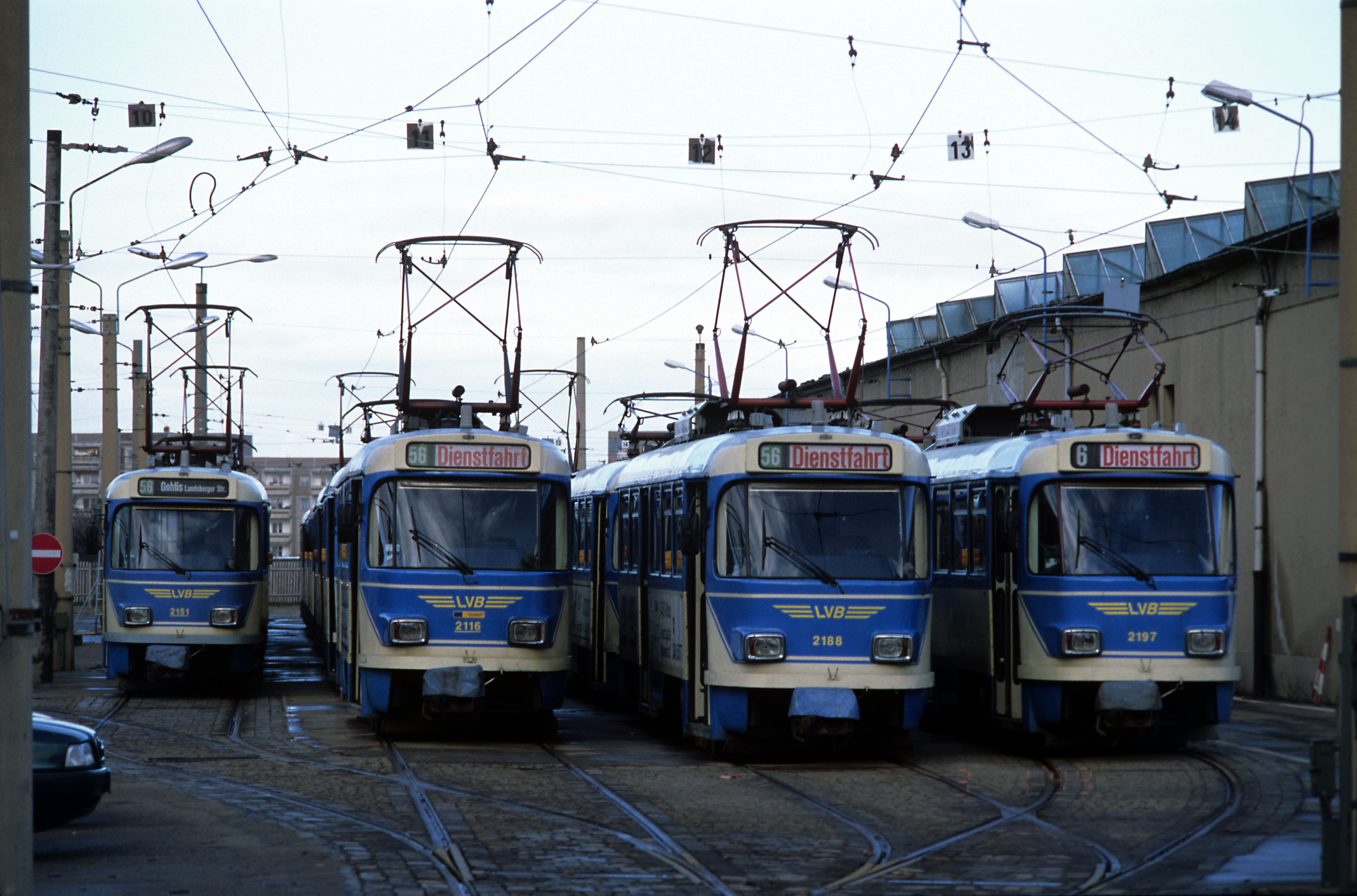
Modernisierte Triebwagen Typ 33c am 3. Januar 1999 im Straßenbahnhof Paunsdorf. Unterstrichene Wagennummern kennzeichneten in der Übergangszeit die Wagen mit Choppersteuerung.

Bei den Wagen wurden sowohl die technischen Komponenten als auch der Fahrgastinnenraum zeitgemäß erneuert. So umfassten Verbesserungen im Fahrgastraum der Wagen unter anderem den Einbau einer automatischen Haltestellenanzeige und -ansage, den Ersatz der Schiebefenster und Dachluken durch Klappfenster, eine teilgepolsterte Bestuhlung, eine thermostatgesteuerte Heizung sowie den Einbau seitlicher Leuchtbänder mit Leuchtstoffröhren an den Dachschrägen anstelle der störanfälligen Glühlampen. Der gesamte Innenraum präsentierte sich nun in dunklen Brauntönen. Die Veränderungen am Wagenkasten fielen in erster Linie durch den Einbau vergrößerter automatischer Linien- und Zielanzeiger an der Stirn- und Türseite sowie neuer eckiger Frontscheinwerfer und Rückleuchten auf. Des Weiteren wurde die Ansaugöffnung der Lüfter in die untere Seitenschürze verlegt, sodass auf der Nichttürseite eine glatte Außenhaut entstand. Die Seitenwände wurden mit einer Antidröhnbeschichtung zur Geräuschminderung versehen. Die Fahrzeuge erhielten außerdem eine neue Lackierung analog der T6/B6 in Olympiablau und Elfenbein. Ebenfalls konnten die Arbeitsbedingungen für die Fahrer verbessert werden. Diese Verbesserungen umfassten neben einer abgeschlossenen Fahrerkabine mit Klimaanlage auch ein grundlegend überarbeitetes Fahrerpult und einen verstellbaren ergonomischen Sitz. Der Geräteschrank wurde dabei in die Rückwand der Kabine integriert. Die Erneuerungen im technischen Bereich betrafen die Ersetzung des rotierenden Umformers durch einen statischen auf dem Dach sowie den Einbau zweier leiserer Drehstromlüfter anstelle des lärmenden Motorgenerators. Auch die Drehgestelle wurden umfassend überarbeitet. Sie erhielten LHB-Drehgestellrahmen, eine Metall-Gummi-Federung sowie bei einem Teil der Wagen gummigefederte Räder des Typs Bochum 54 und eine Spurkranzschmierung. Diese Art der Modernisierung erhielten bis 1995 alle Triebwagen der Nummernreihe 2101–2197 und wurden fortan als T4D-M1 (Typ 33c) bezeichnet.
Analog dazu wurden die Beiwagen modernisiert, wobei hier vor allem der Einbau einer schnelllösenden hydrostatischen Öldruckbremse mit Gleitschutz zu erwähnen ist, welche das Überbremsen der Beiwagen und die Flachstellenbildung vermeiden sollte. Die zu B4D-M umgebauten Beiwagen wurden in der Nummernreihe 729–773 (Typ 65c) zusammengefasst.
Nach Abschluss der ersten Modernisierungsstufe im Jahr 1995 entschloss man sich, das Programm abgespeckt fortzusetzen. So waren weitere 70 Trieb- und 30 Beiwagen zur Modernisierung vorgesehen. Während der Umbau der Triebwagen (Reihe 2030–2099) gleich in Angriff genommen wurde, verzichtete man auf eine weitere Modernisierung von Beiwagen zugunsten einer späteren Beschaffung von Niederflurbeiwagen. Aus finanziellen Gründen mussten bei dieser zweiten Serie unter anderem auf die Umbauten an den Drehgestellen, der Einbau einer Fahrerklimaanlage und die Ersetzung des Motorgenerators unterbleiben. Abweichend davon erhielten jedoch neun Wagen nochmals einen kleinen statischen Umformer auf dem Dach und wurden unter der Nummernreihe 2091–2099 (Typ 33e) zusammengefasst, während die restlichen Wagen die Nummern 2030–2090 (Typ 33d) erhielten. Die Modernisierung dieser Wagen (T4D-M2) konnte 1998 abgeschlossen werden. Anfangs konnten die Wagen der zweiten Modernisierungsstufe nicht vor Beiwagen verkehren. Erst seitdem sich die Beiwagen durch Einbau eines anderen Umformers selbst versorgen konnten, war ein uneingeschränkter Einsatz möglich. Wegen der fehlenden Fahrerklimaanlage sollten die Wagen des Typs 33d in der Regel hinter Wagen der ersten Umbauserie laufen. Bis Ende 2002 konnte der Einbau von statischen Umformern in allen T4D-M2 abgeschlossen werden, sodass die Wagen 2030–2099 wieder in dem Typ 33d zusammengefasst werden konnten.
Nachdem eine von LVB und ABB entwickelte Choppersteuerung Serienreife erlangt hatte, erfolgte ab 1996 der Einbau in die bereits modernisierten und noch zu modernisierenden Triebwagen. Ebenso wurde in den Folgejahren noch ein Rangierfahrschalter im Heck aller Trieb- und Beiwagen nachgerüstet, während die Räder des Typs Bochum im Zuge von Neubereifungen wieder gegen originale Tatra-Räder getauscht wurden. Aufgrund von Unfallschäden entstanden später drei Triebwagen neu, sodass das letzte modernisierte Linienfahrzeug erst 2000 fertiggestellt wurde. In den Jahren 2001/2002 erfolgte eine Ausrüstung aller Wagen mit Drehgestellblenden zur Lärmminderung. Seit 2000 wurden im Rahmen von Hauptuntersuchungen alle Wagen optisch aufgefrischt. Der Innenraum präsentiert sich seither überwiegend in hellen Grautönen, und das äußere Erscheinungsbild wurde an die blau/gelbe Lackierung der NGT8 angepasst.
Im Rahmen einer HU wurde bei vier Beiwagen ab 2002 der Wagenboden zwischen den Drehgestellen auf die Höhe moderner Niederflurwagen abgesenkt und mit einer zusätzlichen Doppelfalttür versehen. Diese Wagen wurden als »Fahrradmobil« beworben und dementsprechend im Innenraum mit Fahrradhalterungen versehen. Dieses Konzept bewährte sich vor allem aus tariflichen Gründen nicht, daher wurden die Wagen Ende 2004 in normale Linienbeiwagen zurückgebaut. Hierbei baute man nun auch zwei Sitze in den Niederflurbereich ein. Vier weitere Beiwagen wurden zur Erhöhung des Niederflurwagenbestandes dementsprechend umgebaut, sodass seit Anfang 2005 acht B4D-NF (791–798, Typ 65d) zur Verfügung standen. Die ersten Wagen wurden um 2010 abgestellt und verschrottet. Seit 2017 sind alle B4D-Beiwagen bis auf den Wagen 700 des Stadtrundfahrtzuges »Gläserner Leipziger«, Typ 65g, ausgemustert.
Nach der Fußballweltmeisterschaft 2006 begann aufgrund der Zuführung weiterer Niederflurwagen die Aussonderung der ersten modernisierten Wagen. Bis Ende 2008 wurden so bereits 21 T4D-M2 und 15 B4D-M abgestellt, welche in der Folgezeit nach Sofia verkauft oder auch verschrottet wurden. Weitere Zugänge an Neufahrzeugen erlaubte in den Jahren 2011 und 2012 die Aussonderung der restlichen hochflurigen B4D-M sowie einiger T4D-M2. Weitere Abstellungen waren danach aufgrund fehlender finanzieller Mittel zur Fuhrparkerneuerung nicht möglich, sodass ab Mitte 2012 wieder Hauptuntersuchungen an Tatrawagen durchgeführt wurden. Im Januar 2014 standen noch 126 Trieb- und 5 Beiwagen für den Linienverkehr zur Verfügung, deren Bestand sich bis 2021 auf 30 Triebwagen reduzierte, die jedoch bis zum Eintreffen weiterer Neufahrzeuge weiterhin im Linienverkehr zum Einsatz kommen.

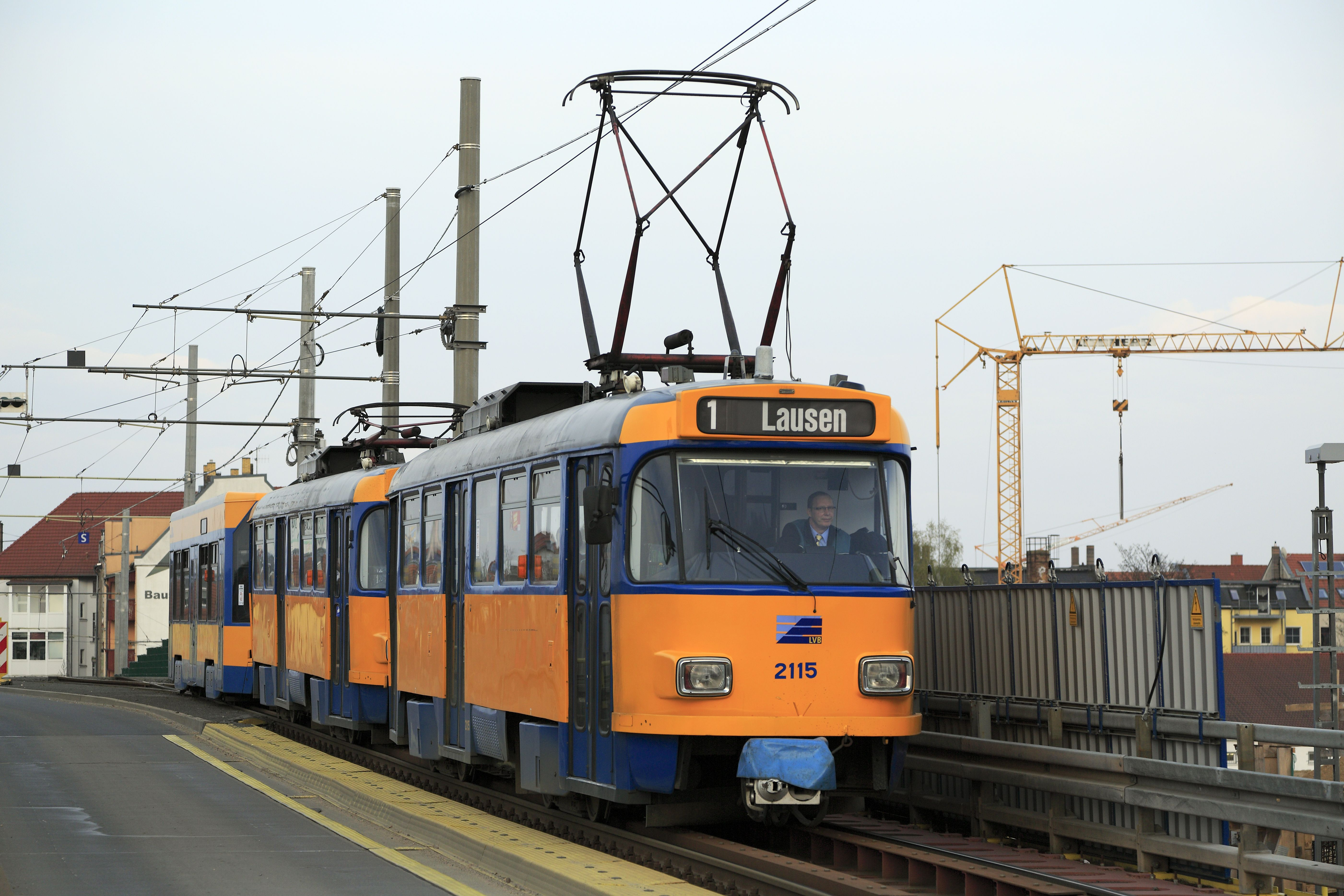
Leipziger T4D-M1 (erste Serie, Typ 33c)
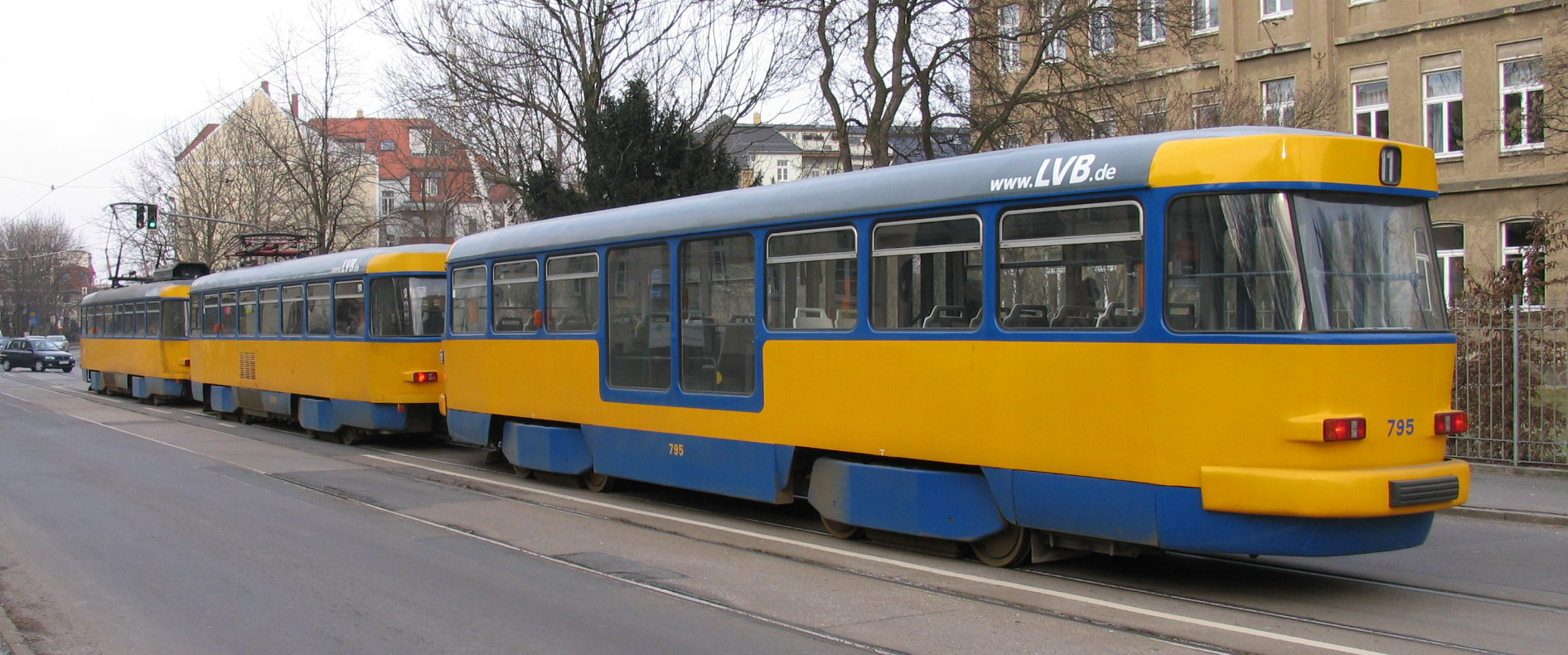
Zum Niederflurbeiwagen (Typ 65d) umgebauter B4D-M
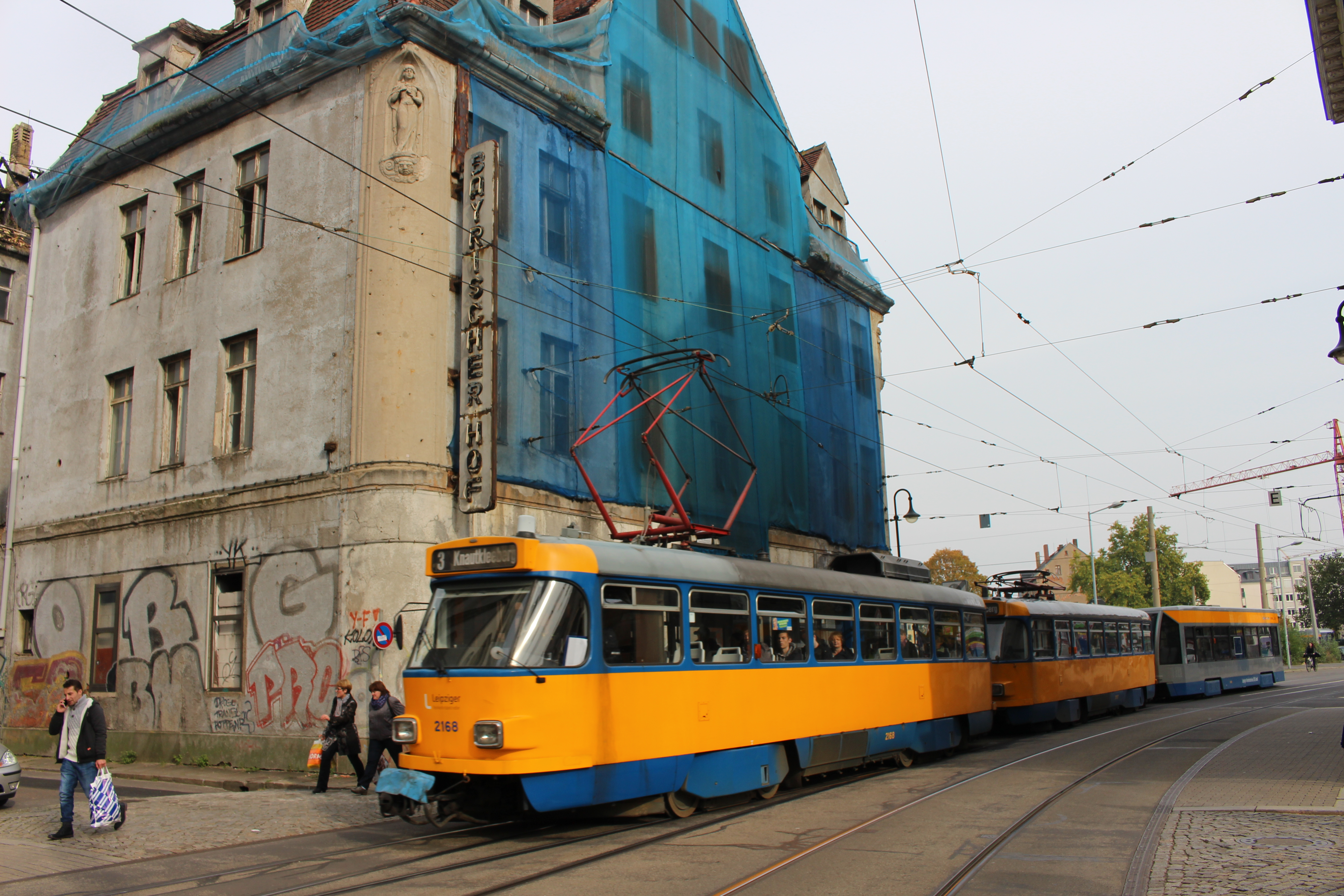
T4D-M1 (33c) 2168 in Leipzig im Einsatz

### Magdeburg
In Magdeburg waren das Entfernen der Dachlüftungsklappen, Anbauen von Dachwerbebrettern, neue Außen- und Innenzielanzeigen, der Anbau neuer Blinkleuchten sowie eine veränderte Bestuhlung die auffälligsten Modernisierungsmaßnahmen. Zunächst wurden alle „Mod-Wagen“ Grün/Grau lackiert und mit rotem Zierstreifen versehen, mit Einführung der NGT8D änderte man die Farben in Lichtgrau/Grün, der Zierstreifen wurde in Höhe der Stoßstangen versetzt. Lediglich in einem T4D-Großzug (1168-1169-2113) wurde eine Choppersteuerung eingebaut. Der T4D 1235 hat lediglich anstelle des rotierenden einen statischen Umformer sowie zwei externe Lüfter erhalten, die zur Kühlung der Fahrmotoren und des Beschleunigers erforderlich sind.

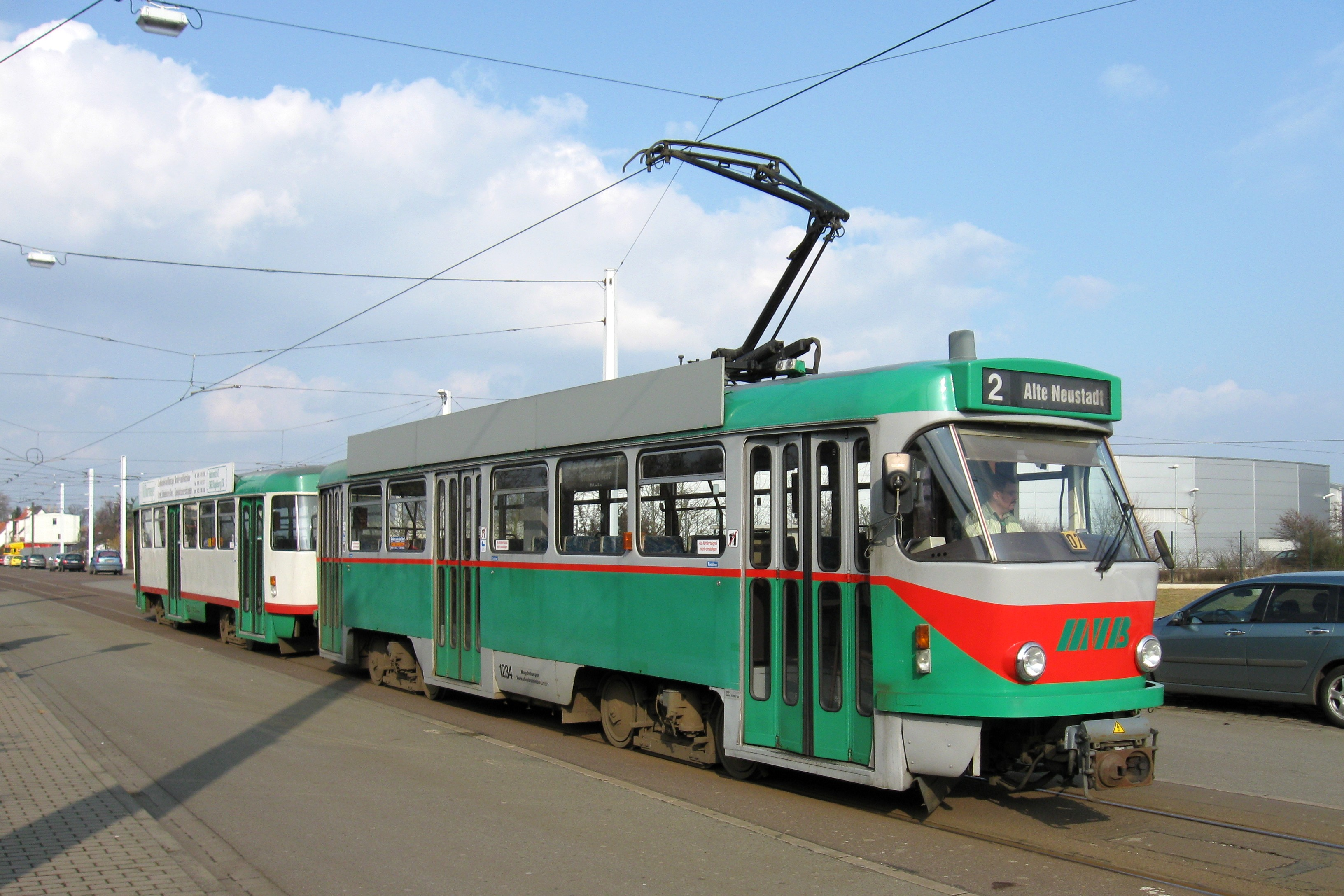
Modernisierter T4D Zug in Magdeburg

## Aktuelle Situation
Unmodernisierte T4D wurden in allen deutschen Betrieben zwischen 2003 und 2006 außer Dienst gestellt. Zuletzt waren sie noch bis Juli 2006 in Leipzig im Einsatz. Wagen aus Halle fahren heute in Kaliningrad (Russland) und Rumänien. Dresdner, Leipziger und Magdeburger Fahrzeuge gelangten nach Pjöngjang (Nordkorea), Rumänien und Russland.
In Dresden, Halle und Magdeburg wurden auch die modernisierten T4D bereits vollständig durch neue Niederflurwagen ersetzt. In Magdeburg erfolgte die Verabschiedung der letzten T4D aus dem Plandienst am 18. Oktober 2012. In Halle wurde der letzte Tatra-Großzug im Jahr 2022 in den Museumsbestand übernommen. Ein Jahr später folgte Dresden, dass seit 2023 keine T4D mehr einsetzt, nachdem die Beiwagen bereits 2005 außer Betrieb genommen wurden und die letzten Triebwagen seit 2010 offiziell nur noch als Reserve dienten, jedoch weiterhin im Linienverkehr zum Einsatz gelangten.
In Leipzig wurden die hochflurigen Beiwagen 2012 sowie die mit Niederfluranteil versehenden Wagen 2017 abgestellt, jedoch waren von den modernisierten Triebwagen auch 2018 noch über 100 Exemplare im Einsatz. Durch fortschreitende Auslieferung der Solaris Tramino XL konnte der Bestand bis 2021 auf 30 Wagen reduziert werden, welche jedoch weiterhin im Einsatz stehen. Modernisierte Wagen aus Leipzig gelangten 2010 nach Sofia, das in der Folge auch modernisierte, meterspurige Wagen aus Halle erhielt. Weitere Triebwagen aus Leipzig gelangten zwischen 2019 und 2024 nach Dnipro.

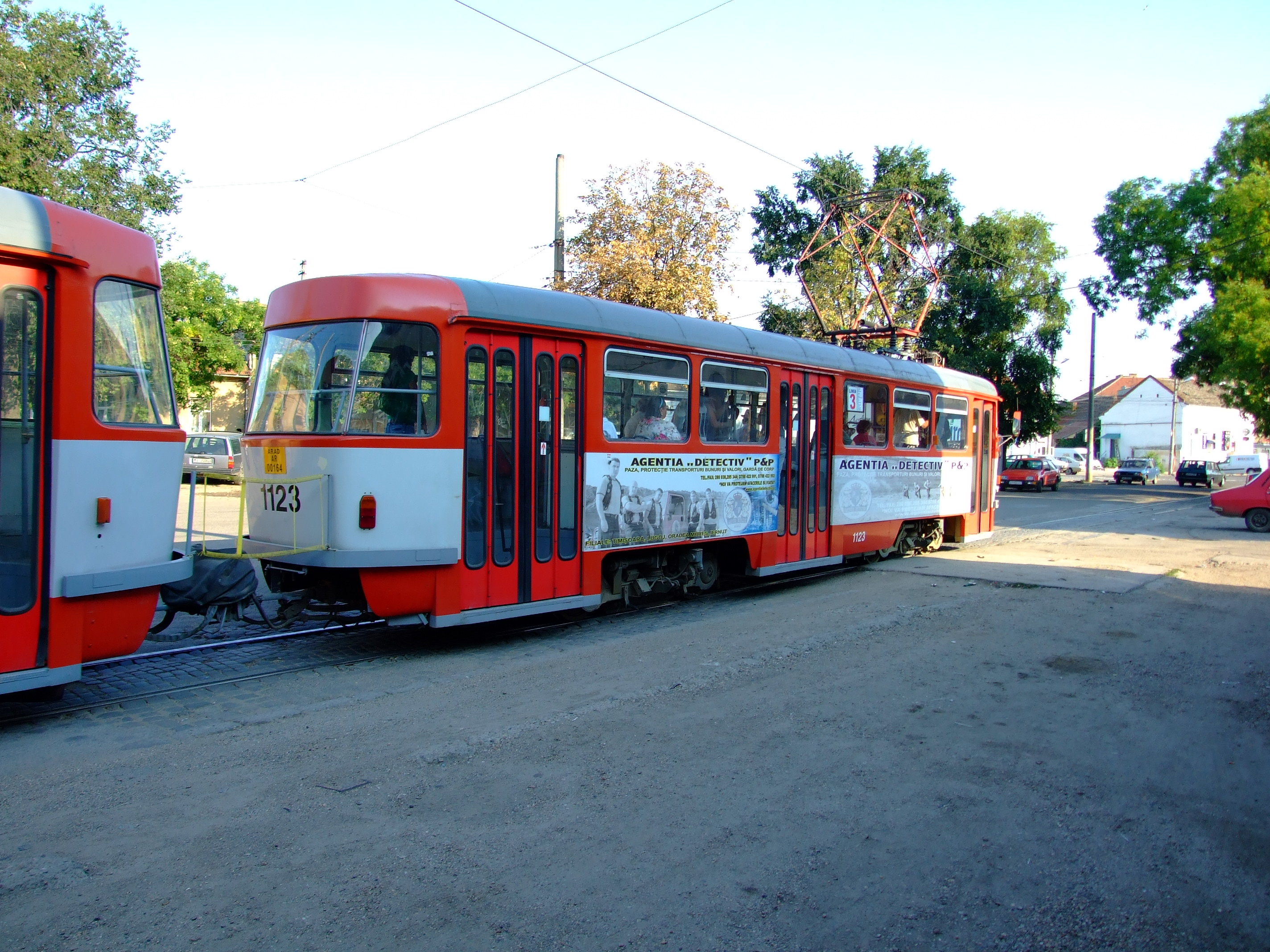
Ehemalige Hallenser Tatra T4D in Arad …
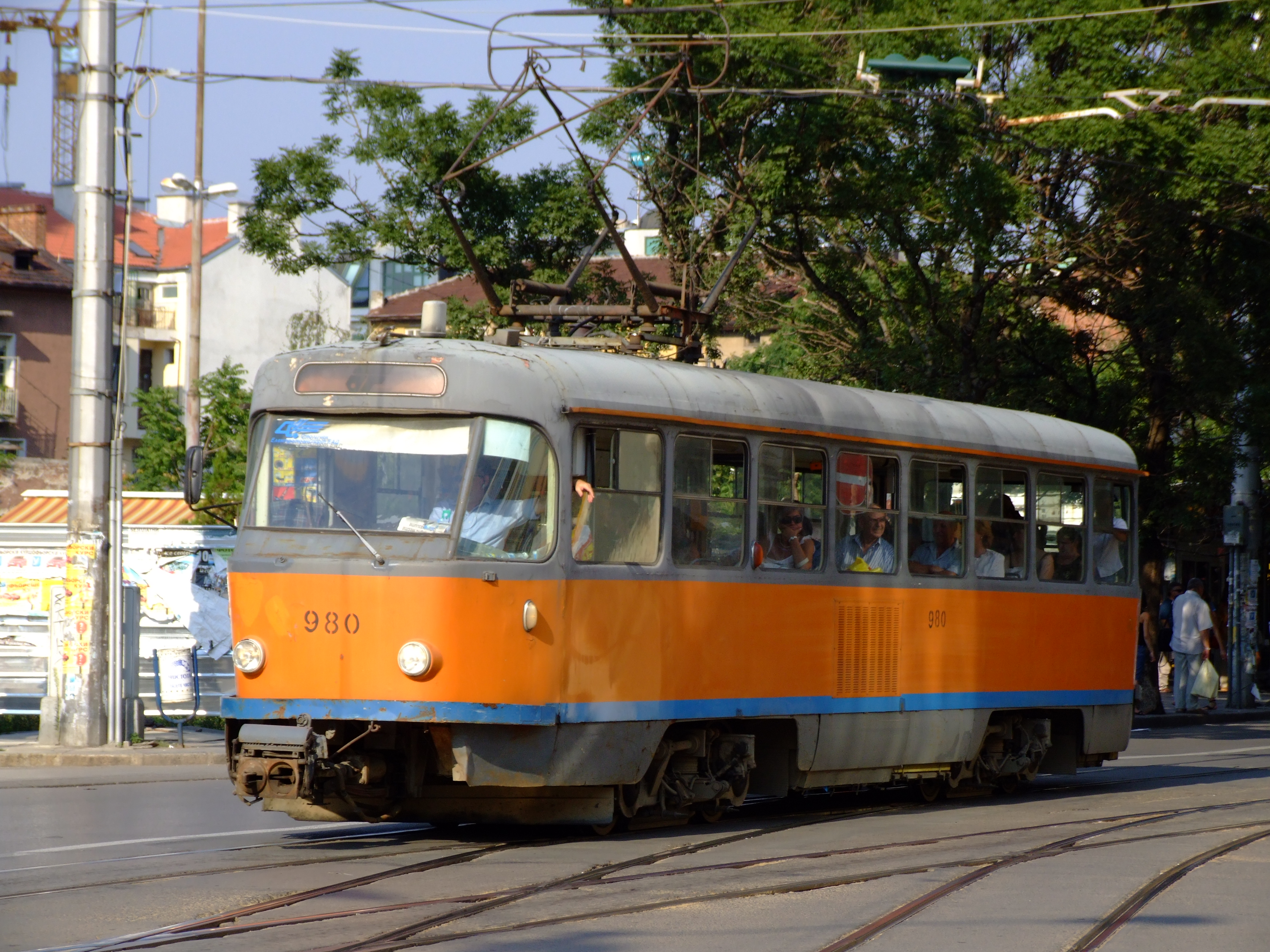
… und Sofia
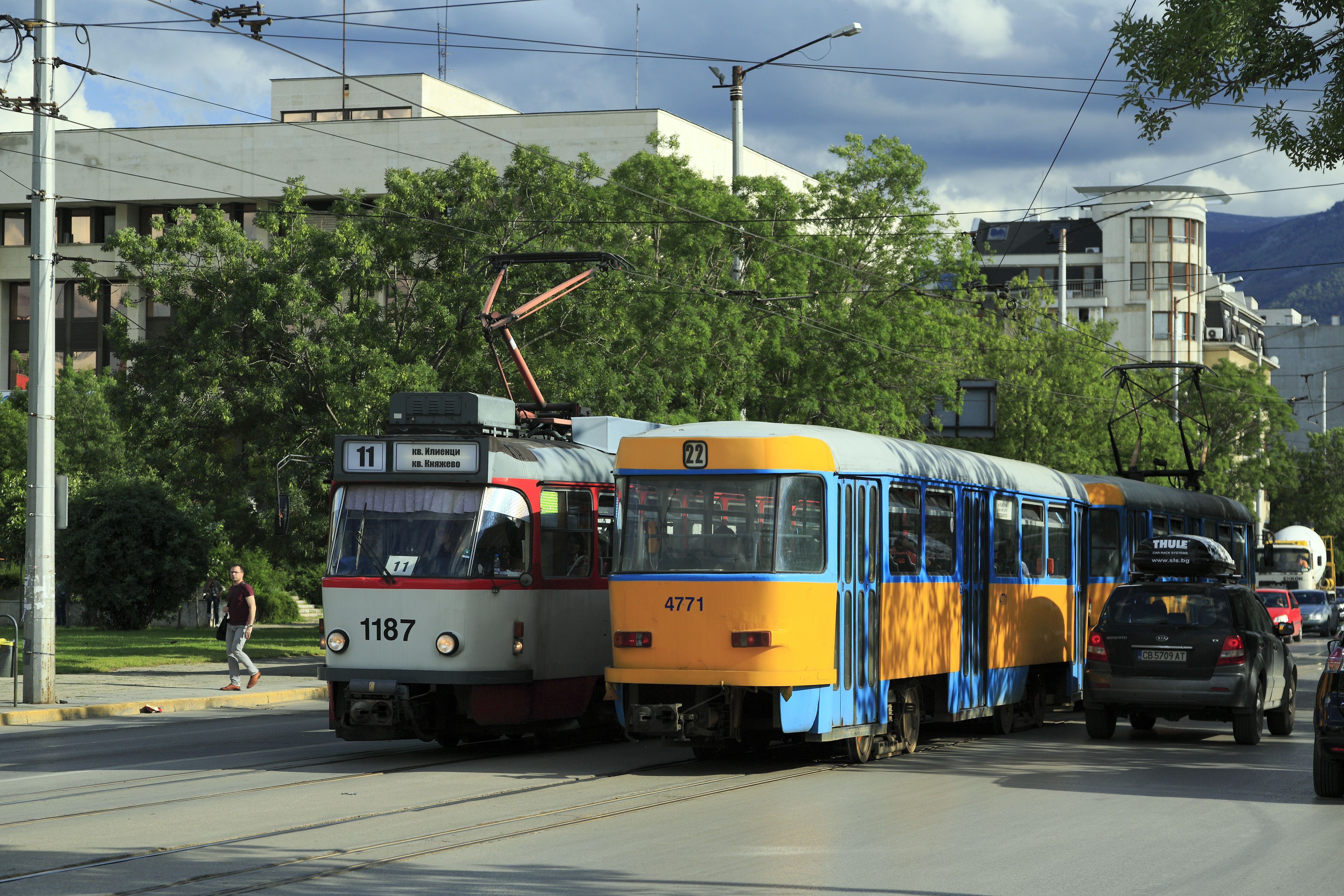
Modernisierte Wagen aus Halle und Leipzig im Einsatz in Sofia